# Черешнівка
Черешні́вка — село в Україні у Привільненській сільській громаді Дубенського району Рівненської області.

## Географія
Село Черешнівка знаходиться на півночі Дубенського району який розташований у південно-західній частині Рівненської області. Великі за площею земельні угіддя, які оточують село, займають крайню північну та північно-східну частину території Привільненської об'єднаної територіальної громади. Відповідно до попереднього адміністративно-територіального поділу котрий діяв до 2021 року на півночі за межами села Черешнівка проходила границя з Млинівським районом, тепер уже колишнім, бо він нещодавно приєднався до Дубенського району. На сході село Черешнівка межує із Варковицькою об'єднаною територіальною громадою.
З південно-східного боку від села пролягає автошлях М06 (E40) Київ-Чоп, північно-західного — автошлях М19 (E85) Чернівці-Брест.

## Рельєф
Черешнівка розташована в межах Волинської височини, має підвищений хвилястий рельєф і належить до лісостепової зони. Село розкинулося на пагорбі і його вулиці в більшості своїй простягаються по рівнинній місцевості, проте через рівнинно-горбистий рельєф в межах села трапляються довгі й пологі долини. За межами сільської території рельєф переходить у значно більш горбистий з відносно глибокими долинами, з високими та переважно прикрими горбками із крутими схилами.
На південному боці села знаходиться природне угіддя з місцевою назвою «Глубокий Рів» — це довгий і широкий розгалужений на декілька протяжних рукавів глибокий крутий яр з вузькими долинами й високими та дуже стрімкими боковими схилами. У центрі, де сходяться докупи відокремлені яри, їхні схили відчутно нижчають та стають більш пологими, а долина стає трохи мільшою і порівняно значно ширшою. 
Крім нього, теж на південі, між селами Привільне і Черешні́вка на схід від центральної дороги, яка веде до села, бере свій початок інший яр «Дубина». Цей яр по долині огинає півколом підніжжя крутого горбка з назвою «Горбок» — великий глиняний горбок, на його вершині простягається велика рівнина на якій розкинулося село Черешнівка. Трохи поодаль від дороги на східній стороні цей яр розділяється на два окремі рукави, один з яких, у вигляді глибокого й широкого рова вщерсть зарослого деревами й непролазними кущаками повертає на північ і виходить до «Прушки». Головний широкий яр продовжується далі на схід і під кінець поступово переходить в глибоку долину з безлісим порослим травою високим південним схилом і прямує в бік до «Даманського». 
Ще один яр простягнувся на північному сході від села. За часів Союзу у ньому, щоб зменшити природну ерозію і запобігти розмиванню ґрунтів, проводився відповідний комплекс природо-захисних робіт. З метою укріплення яру в ньому було висаджено чимало соснових саджанців, котрі за сорок з лишком літ виросли у гарний сосновий ліс, проте маленький за своїми розмірами.
На північному заході поза селом в одному місці зустрічаються між собою аж декілька чималих горбків, їх розділяють глибокі долини.
На сході, якраз за межею села Черешні́вка, простягається дуже довгий високо-горбистий кряж, який складається із багатьох з'єднаних між собою високих і ще вищих горбків порослих сосновим лісом. У селі його називають «Печений Віл». Своєю протяжністю цей горбистий кряж орієнтований з півдня на північ і що більше він повертає на північний захід то стає все вищим. Цей кряж схожий на маленькі місцеві гори зі своїми вершинами та із своїми долинами і навіть природні підземні печери в них є. На «Печеному Волі» окрім природних печер є ще й старі рукотворні крейдяні копальні. Колись тут видобували крейду у промислових об'ємах з якої випалювали крейдяне вапно. Виробництво вапна з місцевої сировини давно вже припинилося, а от штольні старих копалень на різній глибині утворили собою довгі заплутані підземні лабіринти і в такому вигляді вони там збереглися донині.

## Клімат
Клімат на території села Черешні́вка помірно континентальний з незначними коливаннями температури, і з відносно високою вологістю і помірно теплим літом та м'якою зимою з частими відлигами. Протягом року влітку трапляються спекотні дні, а взимку, хоча й рідко, але все ще бувають тріскучі морози, гарні віхоли і навіть хуртовини. Інколи трапляються відносно сухі роки, коли влітку по декілька тижнів поспіль немає опадів, але урожай переважно не вигорає. Іноді бувають трохи занадто вологі й дощові роки, коли день при дні протягом кількох місяців поспіль квасить докучливий дощ і порівняно рідко випадає ясна погожа днина.
За останні 50 років клімат у Черешні́вці дуже сильно змінився. Як і скрізь у тутешній окрузі зими в Черешні́вці стали сльотавими, весни відносно прохолодними й затяжними, літа бувають в більшості вогкими та сирими. Дощі з теплих змінилися на холодні. Особливо в останні роки світ навколо сильно спохмурнів, нерідко все навкруги сповивають пеленою сиві тумани, у повітрі висить якась невловима мрячка і часто-густо небокрай затягують сірі, густі і не проглядні дими. У порівнянні з давно минулим часом нинішній клімат став ніби й відчутно м’якшим, зате сирішим і значно холоднішим. На перший погляд це може здаватися досить дивним, але в дійсності погода у селі Черешні́вка дещо відрізняється від сусідніх сіл і тим більше від м. Дубно. Напевно на неї відчутно впливає географічне положення села, зокрема свій відбиток накладає досить високе розташування цієї місцевості над рівнем моря бо село розкинулось на відносно височенькому горбочку, а також тут відчувається вплив інших природних умов. 

###### Роза вітрів
На території села Черешні́вка переважно протягом цілого року переважають помірні північно-західні і рідше західні вітри, саме вони найчастіше приносять із собою опади в село. Трапляються і вітряні дні, тоді пориви західного вітру нерідко бувають досить сильними і з поперемінною силою вони можуть дути від однієї до трьох діб. Північні вітри відносно рідкісні і зазвичай холодні. Північно-східні та східні вітри дують значно частіше і переважають взимку, вони теж приносять холод, особливо зимою. Південно-східні вітри хоча й бувають, але вони набагато менш дошкульні від усіх попередніх і в своїй переважній більшості рідко коли надувають на село негоду. А от південні і південно-західні вітри завжди найбільш лагідні та погідливі тому на фоні всіх інших вітрів вони найменш помітні. 

## Ґрунти
Ґрунтовий покрив села представлений ґрунтами характерними для лісостепу: найчастіше чорноземно-глинистими, а також дерново-підзолистими та опідзоленими, дерново-глинистими й дерновими карбонатними на крейдяних ме́ргелях. На цій території ме́ргелі залягають в землі на різній глибині пластами різної товщини і тим самим утворюють міцне та стійке підґрунтя, тому жодного промислового значення вони не мають.  
Природно-ресурсний потенціал місцевості: крейда, глина, пісок. 
Місцями за межами села трапляються поклади жовтої з червонястим відтінком глини та залягають чималі пласти крейди, трапляються прошарки дрібнозернистого мілкого піску. Подекуди ті чи інші поклади природної сировини підступають близько до поверхні. 

###### Крейда
На південній стороні між селами Черешнівка і Привільне є маленький відкритий крейдяний кар’єр, але нині крейду з нього майже не використовують. У цьому родовищі поміж пластами крейди трапляється чимале каміння кремнію. Крейда з місцевого кар’єра не годиться для будівництва тому, що вона швидко розсипається. За часів існування колгоспу подрібнену крейду вносили на поля, її використовували для зниження кислотності ґрунтів. В той самий час у навколишніх селах нею часто замощували глибокі баюри на ґрунтових вулицях тобто ставили крейдяні пломби. Нині крейдою з цього кар’єра майже не користуються, лише тільки хтось із місцевих жителів набере собі трохи дрібної крейди для власних господарських потреб.

###### Глина
Найбільш багатим природним ресурсом у селі Черешні́вка є жовта глина, місцями вона трапляється з червонуватим відтінком. Глиняні пласти залягають хвилеподібно і на деяких ділянках піднімаються дуже близько до поверхні, а в окремих місцях її поклади виступають на відкриту поверхню. Поверхня глиняних пластів вкрита здебільшого достатнім шаром родючого ґрунту, але є території де він відносно тонкий і в цих місцях ґрунт має рудуватий глинистий відтінок. Глина придатна для випалювання цегли.

###### Пісок
Поблизу села Черешні́вка є невеликі родовища піску на яких мешканці навколишніх сіл розкопали маленькі пісочні копальні і використовують цей природний ресурс у невеликих кількостях суто для власних потреб. Справа в тому, що місцеві піски абсолютно не придатні для промислового видобування з метою їхнього використання у будівництві. Вони дрібнозернисті, у своєму складі містять багато різних домішок, наприклад, в одному родовищі присутня безліч дрібних крейдянистих камінців, в іншому пісок містить великий домішок суглинку і так далі. Така природна структура піску обумовлена наявністю великої кількості м’яких глинистих та крейдяних мергелів з іхнім тонким прошаруваням. 

## Корисні копалини
В минулому столітті у різні періоди, орієнтовно протягом від початку 1950-их до середини 1960-их років, за межами села в землі бурили скважини і встановлювали вишки. Там проводились геолого-розвідувальні роботи і дослідження земних надр на предмет наявності корисних копалин. Проте результати проведених геологічно-геодезичних вишукувань та спостережень офіційно ніде не оприлюднювались тому достеменно невідомо чи відшукали в цих землях якісь цінні корисні копалини чи ні. Найімовірніше, що ні, бо жодні промислові розробки надр на цій території не проводились. 

## Природні ресурси
На території села Черешні́вка є мішаний листяний ліс площею 88 га. У лісі ростуть переважно граби, осика, берези, зрідка трапляються інші породи дерев. Підлісок і вирубки густо заросли кущами ліщини, а його окраїни місцями дбайливо обступив колючий і густий захисник лісів — світлолюбний терен. Узлісся й прекрасні, влітку квітучі зелені, галявини кружка обступають міцні та високі чорняві граби і поодинокі довгокосі білі берези. Місцевий ліс багатий різними грибами, особливо восени тут рясно зростають опеньки.
На північно-східній стороні недалеко за селом простягнувся глибокий яр давно засаджений для укріплення тепер уже великими та високими соснами. Його без перебільшення можна назвати маленьким сосновим лісом в якому у врожайну пору щедро ростуть маслюки.
Поряд із центром, на півдні села Черешні́вка біля крайньої вулиці в урочищі Глубокій Рів розкинувся маленький за розмірами і гарненький за красою стрункий білокорий березовий гай. З двох протилежних боків поза світлим березовим гаєм по краях глибоких ярів ростуть місцями рідко, а місцями густо, високі ошатні гладкошкірі світло сірі красиві осики на яких постійно тремтить листя навіть у безвітряну погоду. Здебільшого вони займають крайні узбіччя з початків "Федориного" і "Буслового" глибоких крутоярів, невеличкими острівцями осики трапляються і в інших частинах ярів.
Трішечки далі, на західну сторону від інших ярів, пологі схили одного куцого яру поросли грабами. Крутосхили і долина "Погорілецького" рова вкриті густими кущами терну. А на високому лисому насипі, який здіймається в сторону "Ґабреля" колись росло тільки якесь одне маленьке деревце з двома обногами, проте з часом і цей крейдянистий насип засіявся та заріс молодими деревцями.   
Березовий гайочок хай і невеличкий, але він гарний-прегарний і тут теж протягом всього літа ростуть гриби. В переважній більшості там ростуть губчасті гриби, пластинчатих є трохи менший асортимент. Попід грабами можна відшукати піддубні, бабки, трапляються навіть грабовики. Осики вміють порадувати грибників гарненькими підосиновиками. Берізки щедро зрощують поміж себе міцненькі яскравоголові красені красноголовці, бабки, смачні білі польові гриби, навдивовижу запашні дубовики з товстими, схожими на пузатеньку бочечку, ніжками вкритими червонястою сіточкою й тугими шапинками зверху кольору світлої охри і червонясто-оранжевими зі споду. Є тут і польські гриби, козлятники та синяки. У високій густій траві під ногами ховаються міцненькі світло коричневі піддубні, або як їх іще називають чорні грузді, хоча насправді чорні вони бувають тільки в лісі, а тут на осонні ці гриби мають світлий окрас. Побіля кількох молодих сосен можна назбирати світлих і не дуже липких польових маслюків. А в грибних місцях на дні ярів трапляються чималі, схожі на м’яч, білі кулі лікувальних, смачних і запашних після кулінарної обробки грибів дощовиків. Особливо після сушіння дощовики набувають приємного ніжного грибного аромату. Зрідка десь вдається знайти сироїжки чи рижики, або відшукати літні чи осінні світлі на колір опеньки.

###### Природні умови та перспективи для розвитку аграрно-промислового бізнесу
Завдяки особливим природним умовам, а саме: помірному клімату і чималій наявності необхідних земельних ресурсів котрі включають в себе просторі природні пасовища та великі орні площі з досить родючими ґрунтами є надзвичайно сприятливими як для успішного ведення посівного сільськогосподарського виробництва в цілому так і для розвитку тваринництва, бджолярства, а особливо садівництва. На території села й поза його нинішніми межами надзвичайно добре ростуть і гарно плодоносять садки. Зокрема, місцеві суглинисті ґрунти найбільше полюбляють примхливі і вибагливі до землі черешні. Черешні у Черешнівці ростуть такі гарні та пишні як ніде в окрузі і тут вони дають дуже багаті, щедрі та дорідні врожаї. Також у селі Черешнівка дуже добре зростають і приносять свої плоди різні фруктові дерева, наприклад, вишні, яблуні, груші, сливи, абрикоси.
На черешнівських землях добре почуваються садові і дикорослі плодово-ягідні кущі: такі як малина, смородина, порічки, аґрус, ожина, шипшина, обліпиха, горобина, бузина деревоподібна. В селі Черешнівка щедрі врожаї приносять сучасні “грошові дерева”, тобто тут маються на увазі волоські горіхи, дерева яких у селі ростуть великі і міцні, високі й розлогі, опускаючи своє густе і криспате віття аж до самої землі. Крім того, тут добре приймається і плодоносить нині модний фундук.
Не менш цінними є берези. Здавалося б береза не плодове дерево, але і з неї теж є вигода. В період весняного сокоруху із білокорих берізок точать солодкий, смачний і лікувальний сік, який споживають у свіжому й консервованому вигляді, з нього готують квас та інші не менш смачні і корисні вітамінні напої. Тонке березове віття із зеленим листям заготовляють на зиму, його сушать на вільному повітрі і використовують як вітамінний корм для овець та кіз. З березових гілок в"яжуть віники та робдять мітли які застосовують у господарстві. 
У селі Черешні́вка гарно росте ще й чимало медоносних липових дерев, які особливо шанують пасічники. В період масового цвітіння липи, окрім дивовижної краси, ще довкола них поширюється пречудовий ніжно-солодкуватий аромат липового цвіту з якого бджоли дуже люблять збирати особливо цінний і чи не найбільш корисний та цілющий, смачний і запашний липовий мед який дуже цінується за його лікувальні властивості. 
Крім того у селі Черешнівка дуже гарно приймається й родить хміль, а також добре плодоносять суниці й полуниці. 
Географічне положення села та природні умови, а саме клімат, ґрунти, наявні земельні ресурси є надзвичайно сприятливими для розвитку аграрно-промислового комплексу села. За Польської влади селяни на черешнівських землях вирощували в більшості жито. Також у той час на цих землях були закладені хмільниці, та великі плантації були засаджені полуницями. У часи радянської влади все кардинально змінилося і поля стали засівати переважно зерновими культурами значно розширивши їхній асортимент. Окрім невеликої кількості жита ще сіяли ячмінь, третикале, проте переважали переважно посіви озимої пшениці різних сортів. А ще садили чимало картоплі, сіяли цукрові й рідше кормові буряки, вирощували трав’янисті кормові культури такі як конюшина, люцерна, люпин, буркун, кольза та інше. Задля того, щоб менше виснажувати землю і разом з тим отримувати більші врожаї, колгоспні агрономи дотримувалися сівозмін, або висівали на полях сидерати. Пізніше, на початку горезвісних 1990-их років протягом декількох років поспіль всі поля лежали облугами. Далі поступово перейшли на вирощування ріпаку, сої, рідше соняшників. А тепер, куди не поглянь, видніються величезні плантації кукурудзи. Нею щороку засівають мало не всі підряд орні площі. Сівозміною для кукурудзи нині служить соя.

## Водяні русла, водоймища і річки
Географічне положення і рельєф місцевості на якій розкинулось село Черешні́вка повідомляють про те, що розташоване воно на відносно середній височині і на цій території взагалі немає ніяких боліт і природних водоймищ. Цілком зрозуміло, що в Черешні́вці ніколи не буває повіней і підтоплень ґрунтовими водами, тут немає плавунів та сєлі і ніколи не траплялося жодних зсувів ґрунту пов’язаних з природними катаклізмами характерними для низин чи високогірних районів.
Відповідно до залягання підземних водяних русел глибина криниць у селі відрізняється і коливається десь так від 20 до 70 метрів. Місцями інколи трапляються досить відчутні перепади у глибині криниць навіть по-сусідству, іноді ці відхилення можуть сягати навіть до декількох десятків метрів. Одночасно тут обов’язково варто сказати ще й про таке: вода в Черешні́вці справді надзвичайно смачна і дуже студена, тобто холодна така, що аж зуби ломить і це через те, що в більшості майже у всіх місцевих криницях крейдяне дно бо село Черешні́вка розташоване переважно на крейдяних мергелях. 
А от найближчий ставок знаходиться у сусідньому селі Привільне приблизно за 4-4,5 кілометри від Черешні́вки. В межах 7-8 кілометрів є ще кілька ставків які знаходяться поблизу сусідніх сіл Рачин та Івання. 
Найближча від села Черешні́вка річка — це Іква. Вона бере свій початок у Кременьких горах, що на Тернопільщині, вона несе свої води в напрямку з півдня на північ і протікає через місто Дубно. Річка Іква належить до басейну Дніпра. Попід селом Рачин тече маленька схожа на струмок річка Липка яка є притокою Ікви.

## Дороги і транспортне сполучення
Село Черешнівка має досить вигідне транспортне сполучення, адже неподалік від села пролягають аж дві жваві траси міждержавного сполучення — це автошляхи міжнародного значення М06 (E40) Київ -Чоп та М19 (E85) Чернівці-Брест.
Всередині 1970-х років до села Черешні́вка проклали дорогу з твердим покриттям — це є надзвичайно міцна базальтова бруківка по якій ось уже пів століття їздить не тільки легкий транспорт. За часів Союзу рух цією центральною дорогою до села був досить інтенсивний, бруківкою їздили навіть трактори на гусеничному ходу, а нині особливо у період жнив і аж до закінчення збирання щедрих врожаїв кукурудзи, а це зазвичай кінець листопада - початок грудня кожного року, нею безперебійно курсують багатотонні важкогрузи з причепами. І тут неодмінно треба сказати ще й про те, що цю базальтову дорогу можна вважати вічною бо вона збереглася дотепер, ну, майже в ідеальному стані. Хоча, на сором місцевій владі, останні 30 років цією дорогою взагалі ніхто не опікується. Ніхто її не доглядає, не підсипає піском підмите дощовими і талими водами каміння, не вирівнює й не підіймає узбіччя до рівня висоти дороги які провалилися вниз і їх глибина місцями сягає колін. На превеликий жаль нині[коли?] така прикрість у селі є. Але одночасно є для села обнадійливі і втішні перспективи, так в близькому майбутньому заплановано зробити капітальний ремонт дорожнього покриття і поверх базальтової бруківки покласти асфальт.
На рівні області заплановано провести капітальний ремонт дорожнього покриття автомобільної дороги обласного значення О180408 Черешнівка-Рачин Дубенського району Рівненської області. Автошля́х О180408 — це автомобільний шлях завдовжки 11,3 км, обласна дорога місцевого значення у Рівненській області. Пролягає по Дубенському районі від села Черешнівка до села Рачин. Починається дорога в селі Черешнівка, проходить через село Привільне і перетинає міжнародну трасу М06 Київ-Чоп, в селі Рачин перетинає річку Липка і закінчується на перетині з дорогою районного значення Т 1801. 2020 року було виготовлено проєктно-кошторисну документацію на капітальний ремонт цієї дороги і проведено тендер, у 2021 році його було тимчасово призупинено. Зважаючи на нинішню важку військову ситуацію в державі покриття асфальтом дороги до села Черешнівка поки що відкрите і це лише питання часу коли прокладуть асфальт.
Восени 2011 року в селі Черешнівка було збудовано автобусну зупинку у центрі села, яку згодом пофарбували в салатовий колір. Поряд з обох боків від неї посадили кілька маленьких ялинових саджанців котрі за 10 років перетворилися в гарненькі ошатні ялиночки. Приміщення першої автобусної зупинки було збудоване у 1982 році на останній сільській вулиці і пофарбоване в білий колір. Тоді в село чотири рази на день курсував рейсовий автобус “Дубно-Черешнівка”, а тепер у Черешні́вку вранці і ввечері їздить шкільний автобус, який возить дошкільняток у дитячий садочок та школярів до школи й назад. 
Влітку 2013 року на вулиці Широкій в селі Черешні́вка було відновлено дорогу, бо при складних погодніх умовах по цій дорозі важко було проїжджати легковому автотранспорту. Також це значно покращило рух для шкільного автобуса і всіх проживаючих на цій вулиці. Тепер[коли?] вулиця висипана шутером і перебуває в хорошому стані.
Відстань від села Черешні́вка до найважливіших населених пунктів орієнтовно складає:
до села Привільне — 3-3,5 км, (сусіднє село, центральна садиба місцевої територіальної громади);
до міста Дубно — 12 км, (найближче місто, районний центр, місто обласного значення);
до міста Рівне — 34 км, (обласний центр Рівненської області);
до міста Луцьк — 45 км, (обласний центр Волинської області);
до міста Тернопіль — 106 км, (обласний центр Тернопільської області);
до міста Львів — 145 км, (обласний центр Львівської області);
до міста Київ — 333 км, (столиця України).
Зважаючи на хороше транспортне сполучення місцева молодь нерідко обирає для себе навчальні заклади що знаходяться у найближчих від дому великих містах, таких як Рівне, Луцьк, Тернопіль, Львів, Київ.
Найближча зупинка громадського транспорту приміського сполучення знаходиться за три кілометри від села, туди шість разів на день приїжджає рейсовий автобус “Привільне—Дитиничі” маршрут якого пролягає через місто Дубно. Також у разі нагальної потреби в місто Дубно чи у місто Рівне можна легко доїхати автобусами міжміського сполучення котріі проходять по трасі Київ-Чоп через кожні 20-30 хвилин і зупиняються на автобусній зупинці в с. Привільне.

## Природа
Природа в Черешні́вці дуже гарна — в теплу пору року щедро тішить буйною зеленню і запашним квітучим різнотрав’ям, а зимою радує сяюче-іскристими та білосніжно-чистими безкраїми просторами. З ранньої весни й аж до золотаво-багряної осені природа невтомно змінює і оновлює своє багатобарвне вбрання, а взимку засинає закутавшись у пухке білосніжне покривало і тихо відпочиває в теплі. У блаженному спокої під покровом зими вона набирається життєдайних сил, щоб з настанням нової весни знову рясно вкритися соковитою зеленню і постати перед світом в оновленій барвистій красі.
На території села Черешні́вка росте чимале розмаїття різнобарвної зелені та дикорослого запашного різнотрав’я. Усе це разом — дерева, кущі і трава із ранньої весни і аж до пізньої осені забезпечують чисте та свіже повітря і одночасно створюють у селі неймовірну красу та затишок. Тут справді дуже гарна природа. В Черешні́вці іще донині збереглася чудова первозданна природа і хороша екологія — це дійсно прекрасне місце для відпочинку і для оздоровлення, а чисте повітря, густо настояне на пахучому різнотрав’ї, приємно потішить натуральними, часом аж п’янкими та запаморочливими, духмяними ароматами природи. 
Щойно настане тепла весна як у лісі з’являться перші її провісники — це бархатисті медунки з маленькими і такими різними квіточками на одному стеблі, кожна зі своїм забарвленням від рожевого до фіолетового кольору. Зелена козодрость однією з найперших густо вкриває лісову землю і весело поглядає на божий світ кругленькими очицями білих квітів. Досить скоро прокидаються од зимового сну дика ліщина та окультурений фундук, вони спершу прикрасять себе бахромою із довгих зеленувато-жовтих сережок і зовсім непомітних малесеньких квіточок з рожевими приймочками, а вже потім на кущах розпустяться перші світло зелені округлі листочки.
У розпал квітучої і запашної весни гарно не тільки у лісі. З настанням тепла в Черешні́вці буйно розквітають сади. Одні за другими почергово одягаються у мережані, тендітні, здебільшого білі шати різні кущі та плодові дерева: абрикоси, вишні, черешні, сливи, груші, а точніше: що росте — те й цвіте. Ніжним біло-рожевим цвітом вкриваються розкішні яблуні. А як прекрасно розквітає бузок і красується білими китицями духмяна черемха напуваючи повітря своїм солодкуватим запахом, а потім рясно вкривається молочно-білими квітами пахучий жасмин і звечора й до рання тішить своїм чудовим ароматом розквітла жимолость. 
Незадовго по тому зашелестять молодим світло-смарагдовим листячком стрункі білокорі берези і стиха похитує буйним віттям розлогий клен. Наостанку вступлять у свої квітучі права пишні зелені липи, вони густо вкриються жовто-золотистими квіточками і від того щедро полине навкруги медовий запах липового цвіту. 
Прийде раннє літо і вже на деревах починають достигати ранні жовті й червоні черешні-маївки, за ними швидко доспівають трохи пізніші сорти червоних і чорних черешень, завершує черешневий рай найпізніша і найбільш твердоплідна дика черешня-черех з легким присмаком гірчинки. Впереміж поміж черешнями на ошатних не надто високих деревах спокусливо виблискують солодко-кислуватими чималими ягодами дозрілі мерелі і вишні. А за тим досить скоро доспіють абрикоси і сливи.
Щедре літо в зеніті і незабаром вже порадують першими медово-солодкими та звабливо пахучими соковитими плодами ранні груші сорту “солянка” і якось так непомітно біліють і наливаються запашним соком ранні яблука сорту “білий налив”. Ближче до осені один за одним поступово достигають й набувають привабливого червоного або жовтогарячого кольору із злегка рум’яними боками пізніші сорти яблук включно аж до тих, котрі гарно зберігаються десь аж за Різдво. 
Чарівно виглядає село і тоді коли настане пора і сюди завітає золота осінь. Багата й розкішна природа поступово змінює свої насичені зелені кольори на жовто-багряні. “Дубина”, мішаний листяний ліс, березовий гай і вся сільська округа здалеку виглядають дуже барвистими, а поміж тим жовто-гарячим різнобарв’ям поблизу “Глубокого Рова” в різних місцях на осінньому жовто-багряному фоні яскраво виділяються поодинокі невисокі молоді зелені сосонки. На північно-східній стороні ген-ген за селом, скільки оком сягнеш в далечінь, всюди темними вічнозеленими клаптями бовваніють соснові ліси.
Не менш прекрасною у Черешні́вці є зима, особливо тоді, коли усе навколо — і дерева, і ліси, і навіть скромні сільські хати напнуть поверх себе й загорнуться у легку пухнасту білу шаль, а всю землю, і дороги, і поля тепло закутає снігова перина. Прихопить морозець, блисне над землею зимове сонечко і кришталево чистий білий сніг засяє, заіскриться й заграє сліпучими діамантовими переливами. І далеко-далеко навкруги все стане таке гарне, таке біле, таке чисте і святково урочисте, що здається, ніби щойно народилася свята і пречиста наша Земля. Ця зимова первозданна білосніжна краса створює відчуття ніби заново очистилася, оновилася та переродилася вся навколишня природа.
Коли землю огортає прохолодне ніжне надвечір’я то в темно синій вишині одна за одною засвічуються прекрасні мерехтливі небесні ліхтарики-зірки, такі яскраві і такі далекі, ті, що злегка підсвічують бездонне синє небо й роблять яскравішою навіть найтемнішу ніч. І яка-то тільки неймовірна краса настає в природі коли в тиху зоряну ніч із високого неба дивиться на сплячу землю тоненький місяць-молодик із хвацько задертими догори гострими ріжками, або близесенько, майже над самісінькою землею, світить зверху красень-місяць бувши у величі своєї повні.
А які в Черешні́вці чисті й прекрасні золотаво-рожеві світанки! І наскільки буває в хорошу погоду невимовно прекрасно розглядати навколишній світ коли підсвічені на горизонті першими променями сонця спалахують дивовижним сяйвом верхів’я далеких дерев і золотяться залиті вранішнім світлом неосяжні поля. Не менш гарно, приємно і радісно спостерігати за небокраєм і в ясний багатобарвний літній чи в білосніжно-іскристий зимовий день. А ще на диво чарівно виглядають нічні краєвиди, особливо тоді, коли з настанням густих сутінок у місті й навколишніх селах один за одним засвічуються теплі й привітні мирні вечірні вогні і кожного разу вздовж жвавого автошляху Київ-Чоп довгим-предовгим яскравим намистом, схожим на святкову ялинкову гірлянду, спалахують вуличні ліхтарі й поміж них поблискуючи нескінченною рухливою вереницею миготять фари проїжджих по трасі машин. У глибокому замилуванні споглядаючи навколишні пейзажі інколи буває просто неможливо відвести зачарований погляд од прекрасного небокраю і відірвати очі від цієї щоразу неповторно-перемінливої і такої дивовижної природної краси.
У селі Черешні́вка справді дуже гарна природа майже незаймана сучасною цивілізацією, звідсіля відкриваються чудові далекі краєвиди. У селі є ліс, є й широкі поля, і природний газ в селі також є, й електропостачання там теж є, а от жителів у ньому з кожним роком стає все менше й менше. У цій місцевості досить гарно й просторо не тільки в селі. Обов’язково слід згадати ще й про те, що не менша майже первозданна краса збереглася навкруги села. 

## Історія села
Як і кожний населений пункт село Черешні́вка має свою  особисту багатогранну історію. Можливо вона видасться не надто яскравою чи мало цікавою, але це є історія саме цієї місцевості й цього села, яку з покоління у покоління усно переповідали місцеві жителі, згадуючи про різні події котрі трапилися протягом життя. 
Село Черешні́вка зовсім не знамените і нічим не видатне село — це саме звичайне село. Насправді воно взагалі мало кому відоме, тобто якраз таке, яких в Україні є велика кількість і котрі в переважній більшості своїй поступово занепадають, а згодом цілком припиняють своє існування і в результаті повністю зникають. З плином часу люди забувають про такі села хоча кожне із них має свою історію і варте того, щоб про нього пам’ятали. Непомітно спливають роки за роками, минають десятиліття і за цей час у світі відбуваються перерозподіли державних кордонів, що неодмінно призводять до зміни влади на якійсь конкретній території. Найчастіше це відбувається в результаті різних міждержавних війн. Проте інколи державні перевороти трапляються після революційних повстань котрі теж призводять до зміни уряду в країні. Такі глобальні зміни в державній політиці і керівництві країною вкрай негативно впливають на розвиток багатьох сіл, проте особливо часто найбільш негативний вплив на село і його мешканців справляє недбале місцеве керівництво. Так трапилося і з українськомовним селом Черешні́вка, яке в період з 1925 по 1930 роки заснувала на теренах України польська влада і підтримувала його в роки розквіту. Пізніше, впродовж кількох десятиліть радянського правління, а точніше за ініціативи місцевого партійного і колгоспного керівництва, це село визначили як “не перспективне” і планомірно знищували. Після розвалу СРСР за роки незалежності місцеве керівництво зуміло повністю знищити в селі всю інфраструктуру і призвести його до остаточного занепаду. 

###### Стародавня історія місцевості і її легенди
Ще задовго до того часу, коли з’явилося село Черешні́вка, тобто до настання більш близьких доленосних історичних подій ця місцевість мала свою найімовірніше козацьку бойову історію бо у північно-східній її стороні на рівному полі недалеко від “Печеного Вола” не відомо ким був насипаний великий курган. По всьому видно, що колись цей курган був досить високим. З часом насип осідає, земля просідає й розповзається і відповідно кургани нижчають, поступово зрівнюються із землею, але такі добре помітні горбики зберігаються дуже й дуже довго. Там у чистому полі посеред пласкої рівнини орного лану протягом довгого часу здіймався невисокий прямокутний пологий горбик землі, який за своїми обрисами був дуже схожий на великий надмогильний насип. Після революції уже за часів радянської влади той курган поступово розсунули, переорали і в середині 1960-их років там посеред поля можна було побачити лишень невисокий опуклий горбик, що чітко виділявся на тлі рівнини. 
Другий давній добре помітний курган чи можливо якесь велике поховання знаходилось на широкій границі між колишніми Дубенським і Млинівським районами. Відповідно до адміністративно-територіальної реформи проведеної у 2021 році ці два райони об’єднали в один Дубенський район. Проте ще й досі ген-ген в полях поза селом Черешні́вка залишилася колишня границя, місцями заросла густими кущами терну і густо вкрита некошеними дикими травами. Це давнє поховання розташоване неподалік від грунтової дороги котра звивається серед полів і є продовженням автомобільної дороги обласного значення О180408 Черешні́вка-Рачин Дубенського району, що прямує до автотраси Рівне-Млинів. На західний бік від її узбіччя здіймається добре помітний горбок овальної форми, ширший в основі і злегка звужений до верху, розміром більше десятка метрів завдовжки і 5-6 метрів завширшки. З віддаля він схожий на насип, хоча насправді це вершина давнього майже зниклого кургану. Ще з початку 1990-их років він був вкритий гарною густою зеленою травою, а за останні 30 років ця велика могила теж заросла кущами терну та так густо, що вже й не здогадатися, що колись там здіймався високий курган. Взагалі-то на цій границі в різних місцях є чимало поодиноких могил різного віку, проте від них і сліду не залишилося бо там закопували тих кого з якихось вагомих причин не мали змоги похоронити на кладовищі. 
Курган — це давній пам’ятник, найчастіше то є широка і дуже висока братська могила серед степу, яку колись насипали вцілілі люди, схоронивши у ній після запеклих кровопролитних боїв тлінні останки вбитих солдатів. Той горбик землі у чистому полі неподалік від “Печеного Вола” — це теж була стара братська могила у якій давним-давно схоронили тіла загиблих на полі брані воїнів, щоправда достеменно невідомо загиблі якого саме війська там спочивають. Цілком можливо, що могила з’явилася там за часів австрійсько-руської війни, або це може бути навіть давнє козацьке поховання. Власне саме́ слово курган запозичене з половецької мови kurgan, що означає: твердиня, насипний вал, фортеця, висока могила. Воно тісно пов'язане з словом із перської мови gurxane, яке своєю чергою походить від gur — могила та xane — дім. Виходить, що курган — це могильний дім у якому перебувають померлі. До того часу поки курган зникне встигає змінитися багато людських поколінь. Висока могила — вона як довговічний пам’ятник нагадує людям про трагічні події давно минулих століть і тендітність та швидкоплинність людського життя. Проте люди ігнорують це прадавнє нагадування про смерть і ніколи не припиняють запекло воювати між собою. Ну, а безсмертні душі безневинно вбитих людей віками чекають у своїх могильних домівках (могилах, курганах та інших гробах) Божого Суду і щоразу радіють коли хтось, навіть якщо зовсім випадково, пом’яне їхній прах.
В не надто далеку давнину територія нинішнього села Черешні́вка і прилеглі до неї землі належали до села Погорільці. В той період чималу частину цих земель займали ліси, крізь які пролягав Чумацький шлях, що простягався з півночі на південь через територію нинішніх сіл Черешні́вка, Привільне, Рачин і по долинах він був обабіч обсаджений вербами. В окремих місцях частина колишнього Чумацького шляху збігається із сучасною центральною кам’яною дорогою яка веде із села Привільне в село Черешні́вка, тепер це автомобільна дорога обласного значення О180408 Черешні́вка-Рачин Дубенського району Рівненської області. 
Під час Першої світової війни село Погорільці і прилеглі до нього території опинились у вирі військових подій, фактично по ньому пройшла лінія фронту. У квітні 1915 року австрійці з німцями прорвали фронт і росіяни поспішно відступили на сотні кілометрів із заходу на схід України приблизно до лінії Пінськ-Ровно-Тернопіль-Чернівці. Фактично це був навіть і не відступ, а найімовірніше панічна втеча. Якраз саме там якимось чином російські війська врешті-решт зуміли зупинити стрімке просування австрійської армії на схід. 
Австрійсько-російська війна не оминула місцевість на якій пізніше виникло село Черешні́вка. Запеклі бої точилися і на північно-східних теренах нинішньої Черешні́вки неподалік від Кораблищенського шляху, який пролягає з півночі на південь повз Печений віл, Черешні́вку, Дубрівку і тягнеться аж до траси міжнародного значення Київ-Чоп. Якраз у тій місцевості відбулося зіткнення двох ворожих армій, що закінчилося страшним кровопролитним побоїщем. Втративши останню надію на перемогу військові скарбничі десь у тих краях таємно закопали царську казну, щоб у випадку можливої поразки їхня казна, котру повсюдно возили з собою бо військо завжди потребувало чималих грошей на своє утримання, не дісталася ворогам. Битва там відбулася дуже запекла й кривава і тоді з обох сторін багато воїнів полягло, а царська казна так і залишилася надійно захована десь на тій території. Лежить там той скарб напевно ще й досі, бо ніхто точно не знає того потаємного місця де саме було заховано царське золото. Мабуть тоді досить глибоко заховали чи закопали царську казну адже вона донині так ніде й не зринула на поверхню. Цілком зрозуміло, що безліч полеглих у смертельному бою воїнів теж закопали на полі битви у дуже великій братській могилі поверх якої відповідно насипали високий горб землі.
7 (20) листопада 1917 року, відповідно до Третього Універсалу Української Центральної Ради, увійшло до складу Української Народної Республіки.
Село Черешні́вка з’явилося на тих землях значно пізніше від усіх цих буремних військових подій і місцевим селянам достеменно невідоме справжнє походження тих колишніх поховань. Лише тільки з незапам’ятних часів із людських переказів ведеться усна історія цього краю яку ніхто ніколи не записував. Тоненька павутинка тих колишніх спогадів тягнеться-снується і якось так непомітно обривається й поступово губиться в нетривкій людській пам’яті. Отож чим дальше і глибше відходять у вічність давно відгримілі жорстокі кровопролитні бої то все рідше й рідше ті страшні згадки зринають в розмовах. З плином безупинного часу вони забуваються й повільно стираються з людської пам’яті якось так тихо-тихо перетворюючись на нетривкий пил віків, щоб потім поволі осісти й назавжди залишитися десь там у давним-давно минулих літах і хіба тільки вцілілі насипи-кургани випинаються над землею німими свідками тих давніх подій.
Скільки існують у світі люди — стільки між ними точиться війна, а земля в ту пору щедро поливається людською кров’ю і засівається трупами. Так було і так буде завжди бо люди це є надзвичайно немирні та войовничі істоти, а порою через власну заздрість та зажерливість вони стають надзвичайно агресивними та небезпечними. Тому часто-густо заради того, щоб загарбати чужу землю та майно вони вправно розв’язують між собою жорстокі кровопролитні війни і безжально знищують одні других. Безперечно, що війна — то є страшна біда. Але у білому світі завжди зберігається рівновага і якщо комусь погано то неодмінно комусь від цього мусить бути добре. Якщо серед одних людей військові протистояння неминуче сіють смерть, біди і злигодні то водночас іншим ці самі війни приносять величезне збагачення, задоволення і навіть радість від споглядання чужих страждань. На жаль такою є людська вдача і її неможливо перемінити бо люди вперто не хочуть ставати добрішими, здається, що в їхніх серцях навічно оселилося люте зло.
Щороку настає весна і зелено вруниться на ланах озимина, приходить красне літечко й рясно колосяться майбутніми хлібами великі черешнівські поля, а поміж тими пшеницями рясно багряніють червоні квіти дикого польового маку. Агрономи десятиліттями винищують цей бур’ян, але з року в рік на черешнівських нивах знову і знову розквітають червоні маки. З давніх-давен існує така легенда — “там, де полум’яно квітне серед поля червоний дикий мак, колись пролилася людська кров”. Червоні маки то не бур’яни і не квіти, а незгасимий живий символ нагадування про жахливі й не справедливі кровопролиття і як не очищай збіжжя від насіння дикого червоного маку він все одно ніколи не зникне з полів. Щоразу коли червоно квітне в полях дикий мак-“відюк” він, відстрілюючи кришечки на маківках, розсипає-розсіває своє крихітне насіння в землю, щоби потім знову густо зацвісти коли настане його пора. В різний час і в різних місцях раптом сама земля із власної на те волі несподівано показує людям місця щедро политі кров’ю їхніх предків. Ніхто і ніколи не зможе заборонити червоним макам квітувати бо те, що вперто забувають люди завжди пам’ятає Земля і коли захоче тоді й нагадає про вбивства, вродивши у полі криваво-червоні маки. Найчастіше цей багряний спомин вона надзвичайно буйно проявляє у тривожні й буремні часи смути, перемін, державних переворотів і тим самим завбачливо попереджає людей про криваві військові протистояння, збройні сутички та війни, а також іще протягом довгого часу по тому нагадує за них. Земля прагне застерегти і вберегти людей від непотрібної їм страшної біди. Божа свята Земля не хоче убивств і людської крові — вона прагне їхньої праці й любові. Коли у світі настане мир тоді земля буде щедро родити людям зерно на хліб, а не червоні маки на спомин.
З кінця 19 століття землями, які нині оточують село Черешні́вка, володіла графиня Шувалова, яка жила в Петербурзі. Села Черешні́вка на той час ще не існувало, але на його майбутній території був розташований графський овчарник. Навіть тепер ранньою весною, доки у чистому полі ще не встигла злинути перша зелень, можна помітити місце де була викопана прадавня криниця, яка вірно слугувала при вівчарні і постачала воду для її потреб. Якщо поглянути з центральної кам’яної дороги у напрямку колишньої колгоспної ферми то на невеличкому опуклому узвишші неподалік від місця знаходження тих корівників можна помітити білі крейдяні розсипи. Ця крейда була добута назовні із глибоких надр колишньої криниці і є вірною міткою яка вказує на місце її розташування. Давним-давно один місцевий літній житель показав це місце і розказав його історію молодій жінці, а та своєю чергою переповіла почуту історію своїм дітям.
Розповідаючи про події давно минулих днів той мудрий чоловік зауважив, що абсолютно все, що колись існувало з часом зникає, приходить пора і на тому самому місці щось подібне з’являється знов. Де колись жили люди там вони й будуть жити, на якому місці колись утримували сільськогосподарських тварин там їх будуть розводити знов. Тепер неможливо дізнатися по який бік від криниці знаходились хліви графського овчарника в яких утримувались панські вівці, але приблизно за кілька десятків метрів на схід від того давнього колодязя колгосп заново збудував конюшню, корівники й телятник. Можливо трохи вліво чи в право, але десь неподалік старого овчарника менше ніж через сто років з’явилася нова тваринницька ферма. І хоча на ній утримувались уже не вівці, а зовсім інша худоба, проте ця ферма теж була не селянська, а колективна радянська. Відтоді минуло понад півстоліття і давно вже немає на білому світі того спостережливого чоловіка, зате надовго залишилися в пам’яті його слова про те, що приходить час і все повертається на круги свої.
Дотепер від колгоспної ферми вже й мурів не зосталося, ото тільки в декількох місцях із землі шкірять зуби гострі уламки недорозваленої кладки цегляних стін та замшілими темними брилами стирчать залишки недобитого кам’яного фундаменту. На місці добротних цегляних хлівів стовбурчаться здоровенні кущі бузини, які приховують під своїм розлогим і лапатим віттям мотлох колгоспних розвалин, порослий високими бур’янами впереміж з густою травою. 
Після розвалу Союзу і краху могутньої радянської імперії протягом лиховісних 1990-их років минулого століття колгоспне майно розпаювали і відповідно роздерли на шматки, кожен пайовик старався урвати для себе якийсь кусок мурованої стіни. От тільки для того, щоб щось роздерти то великого розуму людині не треба, а от із тих уламків збудувати собі хоча б щось відносно пристойне ніхто в селі не зумів. Свого часу зник з лиця землі панський овчарник, щезла й колгоспна ферма і невідомо через скільки десятиліть її місце буде означене дрібним камінням, яке ще дуже й дуже довго буде викидати на поверхню земля.

###### Походження назви села
Село Черешні́вка — це порівняно досить молодий населений пункт, нині[коли?] йому ще й сотні літ не виповнилося від початку його заснування.
Одночасно хочеться зазначити, що в Україні і в ближніх європейських країнах також є тільки одне-єдине село якраз з отакою дуже-дуже гарною і милозвучною весняною назвою — «Черешні́вка» (назва села правильно вимовляється з наголосом на букву “і́”). Цілком зрозуміло, що в різних областях України існують ще й інші села назви яких пов’язані з черешнями, наприклад, є 2 села «Черешенька» у Вижницькому районі Чернівецької області і в Деражнянському районі Хмельницької області, 2 села «Черешеньки» у Коропському районі Чернігівської області і в Білозерському районі Херсонської області, 2 села «Черешневе» у Барському районі Вінницької області і в Куйбишевському районі Запорізької області, а от село «Черешні́вка» тільки одне і його назва вимовляється по-особливому — саме з наголосом на букву “і́”.
Новостворене село отримало свою назву зовсім не випадково, хтось на диво спостережливий надзвичайно влучно нарік це село “Черешні́вка”, тобто це було місце де росло дуже багато диких черешень. Так, так, свою чудову назву село отримало саме завдяки тому, що на тамтешніх здебільшого суглинистих землях найкраще зростають та щедро плодоносять примхливі і вибагливі стрункі красуні черешні. Своєю надзвичайно гарною і милозвучною назвою село завдячує якраз щедрому розмаїттю і багатим врожаям диких черешень у тих краях. 
На додачу ще хочеться трішки сказати про правильне озвучення назви села Черешні́вка. Задля того, щоб якомога краще та доступніше пояснити і щоб легше було зрозуміти як правильно вимовляється назва села то, напевно, тут зручно буде привести дещо трохи дивну алегорію зі звучанням подібного слова. Назва села вимовляється і звучить подібно як тягуча, солодка, смачна, запашна і злегка п’янка черешнева наливка — «черешні́вка», або для прикладу ще буває на прадавні слабоалкогольні напої і наливки кажуть: «терні́вка», «вишні́вка», саме «вишні́вка», а не якийсь там банальний «вишняк», що одразу й не збагнеш про що ведеться мова: чи то про загущені кущові зарослі вишень, чи то про давній прадавній п’янкий солодко кислуватий трунок, настояний із перестиглих і соковитих вишневих ягід. 
Чесно кажучи досить часто при озвученні назви села закрадається прикра помилка, яка викривляє його звучання. І ця допущена в наголосі здавалося б зовсім дрібна неточність насправді особливо сильно ріже слух та завдає прикрості тим самим ображаючи жителів села, адже їхнє улюблене рідне село так гарно називається й мелодійно вимовляється подібно як давня українська пісня ще з часів його заснування. То навіщо нині зумисно перекручувати те, що так чудово звучить — «Черешні́вка» з наголосом на букву “і́”, а не якось інакше.

###### Історія заснування села
Село Черешні́вка — це порівняно досить молодий населений пункт, нині[коли?] йому ще й сотні літ не виповнилося з періоду його заснування.
В 1925 році ще за польського правління в с. Погорільці почалась комісація, яка згідно офіційних історичних джерел полягала нібито в тому, що багатьох селян почали виселяти з Погорілець на гірші землі. Воно може й так, тільки відповідно до кадасторової структури земель за один гектар місцевого родючого чорнозему переселенцям за їхнім бажанням виділяли у еквівалентному співвідношенні від чотирьох до шести гектарів гірших земель на полях, які знадились на прилеглій території далеко за межами с. Погорільці. Комісація проводилась в добровільному порядку і якоюсь мірою була вигідною для селян. Особливо це стосувалося багатодітних сімей, адже з маленького клаптика хай і родючої землі було сутужно прогодувати велику родину. А так, завдяки придуманій польською владою комісації, місцеві українські мало земельні селяни безплатно отримували в користування відносно велику кількість гектарів менш родючих земель. Маючи в родині багато робочих рук люди були спроможні обробити та удобрити отриману землю. Проте найголовніша причина цієї реформи полягала в тому, щоб якомога більше розселити на вільні землі понад міру густо заселені Погорільці.  
На той час в селі Погорільці благенькі селянські хатинки-мазанки тулилися одна до другої настільки густо, що їхні солом’яні стріхи мало не стикалися між собою впритул. І якщо, заступи і сохрани Боже, в когось одного з якихось причин починалася пожежа, а таке траплялося часто і про це свідчить навіть назва села “Погорільці”, то її неможливо було зупинити. Пожежа, особливо підсилена вітром, бушувала з неймовірною силою, лютий вогонь миттєво перекидався із стріхи на стріху і з шаленою швидкістю поширювався селом. В результаті вигорала дотла більше аніж половина села. І от польська влада, щоб хоч якось протистояти цій жахливій вогняній стихії, не придумала нічого кращого і вдалася до комісації. З одного боку ця реформа була спрямована на боротьбу з масовими пожежами в с. Погорільці, а з другої сторони вона заохочувала селян корчувати ліси і тим самим збільшувати кількість орних земель, з отриманого лісоматеріалу переселенці мали змогу побудувати собі житло. 
Комісація закінчилась 1930 року. Так з’явились перші новостворені поселення хутірського типу — на північ від села Погорільці розгорнулось село Черешні́вка і на сході заснувалось село Дубрі́вка. Перша назва говорить про те, що на місці, де зараз розкинулась Черешні́вка, в лісі росло досить багато диких черешень які стали не тільки окрасою села, а й щедро забезпечували селян смачними ягодами. Черешні із задоволенням споживали влітку у свіжому, а взимку в сушеному вигляді. В сезон масового достигання черешень солодкі й соковиті ягоди особливо смакували свіжими, з ними часто варили вареники і пекли пироги. У великих кількостях ягоди заготовляли на зиму, їх сушили в печі і використовували для приготування наваристих узварів. 
Польська влада вдало склала карту майбутнього села, розділила територію на квадрати, розпланувала земельні наділи і намітила вулиці. Таким чином прямолінійна центральна вулиця в селі Черешні́вка була чітко орієнтована за сторонами світу і простягалася зі сходу на захід, вона мала довжину сім кілометрів. Хати розміщувались обабіч дороги і на якомусь відтинку вулиця була густонаселена, а на іншому навпаки, люди жили значно вільніше і поміж сусідніми господарствами було більше простору бо вони розташувались трохи віддалік одне від другого. Село досить швидко розросталося, кількість вулиць збільшувалася і поступово планування втрачало свої правильні геометричні форми.  
З початку 1930-их років один заможний житель села Черешні́вка віддав гектару своєї власної землі на якій за сприяння польської влади збудували велику гарну дерев’яну школу в якій селянські діти вперше мали можливість навчатись українською мовою. Тут вчилися діти з усіх ближніх навколишніх сіл де взагалі не було шкіл. На той час у селі Погорільці була тільки маленька початкова школа в якій було всього 4 класи. Згодом, уже після війни, Погорілецькі старшокласники теж відвідували Черешні́вську школу бо це була єдина в цій окрузі школа яка давала спершу неповну середню освіту на базі тодішніх семи класів денного навчання. Пізніше при Черешні́вській школі відкрили вечірнє відділення де можна було навчатися дорослим юнакам та дівчатам до одинадцятого класу і здобути середню освіту. Щоб ліквідувати масову неграмотність і навчити селян писемності у цій школі започаткували практику навчання людей на дому, у визначені дні вчителі і учні старших класів відвідували селянські домівки і навчали селян початкової грамоти. Людей середнього віку спробували навчити писати та читати, але з цієї на перший погляд здавалося б посутньої спроби нічого доброго не вийшло і зрештою цю безуспішну практику скасували. У немислимо тяжкий повоєнний час бідним напівголодним селянам було аж ніяк не до навчання, в той період люди переймалися більш насущними проблемами, з останніх сил вони намагалися забезпечити свою родину всім життєво найнеобхіднішим і потроху старалися якось повилазити із злиднів. Хоча селян вважали геть неграмотними проте вони добре вміли рахувати і матері мудро напучували своїх дітей: “навчись добре щитати”, — говорили вони. Так, не писати і не читати, а саме “щитати” — тобто рахувати, цього необхідно було навчитися насамперед для того, щоб вміти правильно порахувати гроші. 
Перші поселенці з’явилися на теренах майбутнього села Черешні́вка ще до настання 1930-их років. Сюди добровільно переселялись місцеві українські жителі з села Погорільці, а разом з ними польська влада досить щедро наділяла земельними ділянками розташованими на території села Черешні́вка і своїх співвітчизників поляків. У цьому селі вільно отримували земельні наділи також німці та чехи. Так на території села Черешні́вка з’явились чималі поселення переселенців іноземців, що поряд з українцями осіли на нашій землі. Завдячуючи підтримці польської влади село Черешні́вка дуже швидко стало великим і гарним інтернаціональним селом в якому мирно уживалися між собою українці, поляки, німці і чехи. Як не дивно, але люди різних національностей розмовляли в селі українською мовою і школа у селі теж була українськомовною. Ніхто в селі нікого не кривдив і всі поважали одні других. На той час в селі всюди був порядок, підтримувалась чистота і сміття теж ніхто ніде не розкидав, звісно, цьому теж сприяли місцеві чиновники призначені польською владою.  
У 1939 році в село прийшли кінні загони Червоної Армії. В селі Черешні́вка так звані перші совєти утворили селянський комітет, а згодом сільську раду. Щойно прибувши в село російські військові одразу проявили свою бузувірську вдачу. Вони під своє розташування силоміць займали селянські хати, а господарів разом із їхніми сім’ями і малолітніми дітьми виганяли з дому і ті змушені були розміщуватися на ночівлю у хлівах разом з худобою, або тулились в господарських будівлях чи на горищах. Проте найогиднішим стало те, що кінні кавалеристи не поставили своїх коней у стайні, а заводили в хазяйську хату і прив’язували у світлиці під іконами, прибиваючи до дерев’яних хатніх стін гаки за які зачіплювали повіддя. Кавалерійські коні оббивали копитами стіни, вибивали ями на раніше дбайливо заметеній і змащеній глиняній долівці, гадили під ноги і в раніше гарно прибраній, чистенькій і ошатній селянській світлиці нагромаджувалась величезна купа гною утворюючи серед хати смердючий мочар. Новоявлена російська заздрісна орда нищила все навкруги себе, там куди не вселилися самі то поставили коней, щоб ті завдали місцевим жителям як найбільшої матеріальної і моральної шкоди. Селянам було невимовно шкода свого заробленого важкою працею майна і крім того їм завдавало неймовірного душевного болю ще й те, що в рідній хаті у їхній світлиці на покуті під святими іконами стояли коні. Розграбоване і знищене майно та зневажене і спаплюжене любе серцю святе місце в кожній хаті викликали у селян люту зненависть до перших совєтів, але бідні беззахисні люди змушені були стерпіти ці всі знущання бо не мали абсолютно ніякої змоги протистояти російським загарбникам. Ось так наглі російські кавалеристи позбиткувалися з сім’ї Муликів і їхньої гарної доглянутої хати та з інших місцевих жителів в селі Черешні́вка. Не жалувала українських селян попередня польська влада яка обкладала їх непосильними податками, але в порівнянні з совєтами раніше людям жилося хоч і бідно та спокійно. 

###### Осадники
Осадниками в селі Черешні́вка називали польських і німецьких переселенців, поміж них вкрай рідко траплялися чехи. Чужоземні сім’ї осіли в селі чималими групами і таким чином утворили навколо місцевих українців свої так звані колонії, тобто мається на увазі, що оселялися вони цілими вулицями. Осередок Черешні́вки зайняли українські переселенці з села Погорільці, а навкруги них розмістились польські й німецькі колонії (тут мається на увазі вулиці). Поодинокі чеські поселенці притулились на схід від села Черешні́вка, вони здебільшого займали ті землі які знаходилися в низинах та по долинах і розташовувалися поближче до природних водоймищ. Здебільшого чехи заселяли землі котрі належали до сіл Кораблищі, Красна Гора, Яблунівка, Жорнів, Варковичі та особливо чимало чеських переселенців-іноземців оселилося в сусідніх із ними селах таких як Молодаво і Рачин.
Польські осадники, або на них ще казали осадчі, переважно займали західну і північно-західну частину Черешні́вки, німецькі осадчі осіли на північній і північно-східній стороні села, чехів у самій Черешні́вці найімовірніше майже не було, а ті що мали там землю то займали суто шматочок східної окраїни села. Хоча за Польщі село Черешні́вка було дуже й дуже велике та інтернаціональне, але до пори до часу люди жили тут мирно й дружно аж доки не нагрянули різні державні перевороти які присунули за собою міжнаціональні конфлікти, збройні напади, воєнні та повоєнні лихоліття.
Врешті-решт усі ці біди призвели до того, що осадники задля того, щоб врятувати своє життя, змушені були зриватися і поспіхом утікати з насиджених місць, залишаючи на знищення і розграбування нажите ними майно. Відтоді й почалося розорення та занепад села Черешні́вка. Покинуті напризволяще господарства руйнувалися і підпадали під знищення, будівлі зносили, дерева викорчовували з корінням. В результаті усіх цих бід досить скоро в селі Черешні́вка зникла чимала частина вулиць, а деякі з них відчутно поріділи. На тих місцях, де раніше стояли господарства осадників, навіть каменя на камені не залишилося, жодних слідів не зосталося які вказували б на нещодавнє існування там людського житла. Там, де колись жили і хазяйнували люди розкинулися просторі і чисті орні поля, ніщо більше не нагадує і не вказує на їхні колишні поселення.
Тікаючи на свою батьківщину осадники залишили на своїх обійстях у потаємних сховищах найцінніші речі. Можливо у такий страшний і буремний час вони настільки поспішали, що просто не встигли забрати нажите важкою працею золото та найдорожчі цінності, або може побоялися брати їх із собою в непевну далеку дорогу, чи може сподівалися повернутися назад в Україну коли в цьому регіоні нарешті стихне підбурюваний російськими комуністами заколот і минеться смута. Та тільки не так сталось як гадалось тому, що в роки другої світової війни після визволення від німецько-фашистських загарбників село Черешні́вку майже на півстоліття заполонило червоне комуністичне іго.
Повернутися назад до своїх насиджених місць переселенці вже не змогли, не вдалося це і їхнім дітям. А от десь так після 2000 року чиїсь родичі з Польщі приїжджали в село Черешні́вка і неподалік від того місця, де колись мешкали їхні предки, зайшли в крайню хату у якій жила літня жінка зі своєю сім’єю і яка цілком могла ще пам’ятати про щось із того минулого. Вони намагалися якомога докладніше розпитати у неї про те, де саме проживала польська сім’я, бо дуже вже хотіли відшукати на полі те саме місце на якому колись стояла їхня хата. Старенька жінка дещо таки пригадала і приблизно вказала на територію де колись розташовувалось те польське обійстя. Якось аж занадто доскіпливо допитувалися ті приїжджі люди, але на жаль допомогти їм у цьому більше нічим не змогли. Ну, де ж таке видано, щоб більше аніж через 60 років хоча б якась людина змогла б достеменно пригадати і абсолютно точно вказати у давним-давно чистому полі на потрібне їм місце. Походили закордонні гості полем, подивились навкруги з тим і відбули назад, більше в село вони не навідувалися. Напевно вони сподівалися таким чином відшукати захований глибоко у землі скарб своїх предків, можливо навіть знали де його знайти, от тільки орієнтира у чистому полі вже не віднайти.
А скарби у землі і справді були. Є вони там ще й тепер. Орієнтовно десь так у 1950-их роках на той час молодий парубок на ім’я Геник працював трактористом, якогось там дня він обробляв і боронував колгоспне поле. Довго туди й сюди снував по ріллі трактор з боронами і ось нарешті зупинився, тракторист виліз з кабіни і пішов оглядати борони. Ніхто не знає з якої такої вагомої причини він нахилився над бороною і раптом помітив, що за її зубок щось зачепилося. Хлопець обережно розплутав і зняв знахідку — це був застібнутий золотий ланцюжок із золотим хрестиком на ньому. Він приніс знахідку додому і віддав бабі у якої виріс. Зрозуміло, що Геник не міг знати у якому місці борона відшукала захоронений у землі скарб. Можливо разом із тим натільним хрестиком виоралося на поверхню ще чимало чого іншого, але решта скарбів залишилась непоміченою, розсипалась і назавжди заховалася глибоко в землю.
Боже провидіння дістало із землі і віддало людям, які шанували віру, кимось захований хрестик. Диво не у знахідці, справжнє диво полягає в тому, що золотий ланцюжок не розірвався і хрестик не загубився. Невідомо наскільки довго він волочився по землі за бороною, раз край разу зачіплюючись та б’ючись об грудки на переораному полі. І, напевно, найдивнішим у цьому всьому є якраз те, що цей хрестик потрапив до рук віруючої людини, а не до якогось затятого атеїста який різав і валив дерев’яні фіґури на перехрестях доріг (фіґура — це високий дерев’яний хрест з іконою, який в Україні у стародавні часи встановлювався на сільському роздоріжжі, а точніше на перехресті здебільшого чотирьох доріг). Складається враження нібито знайдений хрестик сам забажав вибратися на волю і підшукав для себе потрібних людей бо це поле протягом багатьох років орали й боронували безліч разів, проте ланцюжок зачепився не за якусь іншу, а якраз саме за Геникову борону. Абсолютно нереально дізнатися кому належав віднайдений натільний золотий хрестик і з якої такої вагомої причини та людина зняла його зі своєї шиї, чому не забрала з собою і як він потрапив в землю. Невідомо хто це був і як склалася подальша доля тієї незнайомої людини, але зважаючи на те, що ланцюжок був застебнутий значить його не зірвали, а зняли і дбайливо защіпнули щоб, заступи і сохрани Боже, хрестик не загубився — і він не тільки зберігся, але й Бог допоміг йому вибратися з під землі на білий світ. Єдине, що про це хотілося б сказати то лише тільки те, що в світі завжди існує місце для Божого чуда і ці мініатюрні Божі дива хтось помічає всюди, а дехто зовсім ні.
Свідченням того, що осадники залишили після себе скарби може послужити ще й така трагічна сільська бувальщина. В одній хаті жили два брати зі своїми сім’ями. Один із них не повернувся з фронту і його дружина з малолітнім сином зосталися жити у свекровій хаті. Сім’я чоловікового брата жила з того, що він обкрадав місцевих мешканців. Злодії сильно боялися, що братова дружина Тетяна, яка мешкає у них за тонкою стіною усе чує і все знає про їхні злодійські оборудки і може їх видати. От одного вечора той чоловік разом зі своєю жінкою зібралися йти до колгоспної скирти красти солому для своєї худоби і покликали з собою вдову Тетяну. В той час всі селяни ходили по колгоспну солому бо іншої змоги прогодувати домашніх тварин у них не було. Звісно, йти до колгоспної скирти гуртом було значно безпечніше ніж самій, тому Тетяна нічого лихого не запідозрила. Темної ночі в безлюдному місці попутники прибили Тетяну і жбурнули її тіло в закинуту криницю. Недобита вдова очухалася на дні закинутої криниці де вже не було води і стала гукати на допомогу. Вранці вбивці подалися до тієї криниці, почули крики і добили Тетяну, закидаючи її камінням. Вбивство скоро розкрили. Тіло з криниці діставали сільські дядьки. Коли чоловіки спускалися у криницю то в стіні над водою побачили чималу діру. Найімовірніше це зяяв підземний лаз який вів від якогось схрона (схрон — це криївка або землянка, потаємне сховище викопане в землі) до води і його вихід знаходився десь на території чийогось на той час вже повністю знищеного обійстя. Значить деякі осадники завбачливо поробили собі криївки в яких могли на короткий період заховатися самі і заховати там свої цінні речі, щоб вберегти їх від зазіхання злодіїв. Ховаючи золото люди сподівалися, що криниця викопана край дороги вірно служитиме вічним і надійним орієнтиром вказуючи на місце де були заховані скарби. Проте у житті все сталося зовсім інакше — людина планує, а Бог керує, або ще про це можна сказати біблійними словами: «У серці людини багато думок, але виповниться тільки задум Господній» /Приповісті 19:21/. Багато скарбів зберігають в собі прилеглі до села Черешні́вка поля, в різних місцях повниться золотом її земля.
Після війни садиби осадників були остаточно знищені, а земельні ділянки розчищені і на їхньому місці розкинулись колгоспні поля. Чи не найдовше в селі протрималася “червона хата”, окрім неї більше жодної такої красивої хати в селі не було. Червона хата простояла пусткою десь приблизно мало не до настання 1960-их років. В роки свого розквіту це було велике ошатне господарство. Гарна велика хата була збудована з червоної цегли, її дах був покритий червоною черепицею — звідси й назва пішла “червона хата”. Від дороги на подвір’я вели гарні дуже довгі й широкі ворота з обох боків обсаджені великими і розкішними кущами рожевих плетючих роз. Залишаючись без належного догляду протягом довгих років ці прекрасні рожеві рози здичавіли, але всерівно вони все ще трималися на опорах і хвилями опускали свої довгі плетисті пагони до землі. Таким чином обабіч воріт рози утворювали собою живу хвилеподібну довгу і непролазну зелену огорожу. Коли рози розквітали то ця огорожа ставала ніжно рожевою і неймовірно зачаровувала погляд. Маленькі махрові рожеві квіти, зібрані у великі суцвіття, густими кетягами звисали з гілок утворюючи собою довгі-предовгі живі гірлянди сплетені у химерне невимовно красиве рожеве мереживо. Від цих квітучих казково прекрасних воріт неможливо було відвести погляд, напевно така все захоплююча краса може існувати тільки в раю. Важко навіть уявити якими пречудовими були ці ворота в той час, коли за багатьма кущами плетистих роз дбайливо доглядали і опікувалися господарі. Як шкода, що намарне пропала така дивовижна краса. 
Так майже одночасно розорилися і зникли з лиця землі цілі густонаселені сільські вулиці по кілька кілометрів завдовжки обабіч яких колись були великі і красиві обійстя осадників. Жити в селі Черешні́вка залишилися тільки українці які були виходцями з села Погорільці. Відтоді селянські господарства стали поодиноко розкидані по великій території села, або в окремих місцях розрізненими острівцями тулилися докупи по декілька хат розміщених неподалік одна від другої.

###### Друга світова війна і повоєнне лихоліття
Невдовзі влітку 1941 року нагрянула Велика Вітчизняна війна і дуже скоро село опинилось на окупованій території, яка перебувала під німцями трошки менше трьох років. В селі Черешні́вка не було жодної єврейської родини, місцеві мешканці жили тихо і новій владі не завдавали жодних прикрощів, тому з німецького боку теж усе було відносно помірковано та спокійно, якихось особливих репресій, розправ чи розстрілів у селі Черешні́вка німці не чинили. Єдине, що не оминуло село, це примусова мобілізація і вивезення молоді на примусові роботи в Німеччину. Уже по закінченні війни деякі остарбайтери повернулися додому у рідне село, а хтось побоявся повертатися в Союз і подався на чужину в далекі країни і відповідно потрапили хто в Англію, а хтось в Америку.
Як не дивно, але на окупованій німцями території справно працювала пошта і було налагоджено транспортне сполучення з Німеччиною, завдяки цьому остарбайтери мали змогу надсилати додому листи і навіть фотографії. Такий факт теж має місце в історії села Черешні́вка. Достеменно відомо принаймні про дві фотографії зроблені в Німеччині приблизно десь так наприкінці 1941 чи з початку 1942 року і в той же період вони були надіслані в Україну. Ці два старі фотознімки збереглися донині. Двоє з людей зображених на тих давніх світлинах — це ост-арбайтери, а третя — це член сім’ї бауерів, така світлина зосталася і в тієї людини у Німеччині. Німецькі бауери (господарі, селяни, які мали господарство) брали собі на підмогу робітників з військовополонених які перебували в концтаборах. Одного такого полоненого забрала до себе німецька родина, його підлікували наскільки це було можливо, ставилися до свого наймита по-людськи і навіть дали йому так би мовити відпустку для того, щоб він зміг відвідати Україну з метою забрати з собою свого малолітнього сина, який залишився сиротою і повернутися з ним назад до коханої дівчини. Але життєві обставини склалися так, що ці люди більше ніколи не змогли зустрітися. Молода німецька дівчина закохалася у полоненого наймита який був родом із Західної України з села Черешні́вка і їхня любов була щирою та взаємною, проте нездоланні обставини зуміли навіки розлучити двох закоханих молодих людей. Про долю двох інших людей, зображених на тих фото, взагалі нічого не відомо. Завжди хотілося щось довідатися про хорошу і добру німецьку сім’ю, яка у такий важкий і страшний час врятувала полоненого українця. Звісно, ті люди в Німеччині сподівалися на його повернення, але на жаль непередбачувана доля розпорядилася по-своєму. Цілком можливо, що після війни з німецької сторони теж велися пошуки, але з того нічого не вийшло. Ну, якби це ще й досі комусь було потрібно, то можна було б розповісти набагато більше про людину яка загубилася в роки війни. Мільйонам людей з різних країн і різних національностей друга світова війна принесла розруху, голод, холод, злигодні, поневіряння і ще безліч різних бід та нещасть. Але разом з тим іноді траплялося так, що комусь вона випадково дарувала незабутні зустрічі і палке взаємне кохання, хай і заборонене та коротке, зате щире, світле, радісне, святе бо ті любили одне другого не за щось, а всупереч усьому. У такий страшний час вони зуміли полюбити незалежно від того, що їхні держави були ворогами і воювали між собою, отже навіть найлютіша війна не здатна заборонити любов. Любов — це Божий подарунок людям і вона або є, або її немає і з цим абсолютно нічого не вдієш. З любов’ю потрібно навчитися жити і тільки тоді можна бути безмежно щасливим бо любов — це не зброя, а подарунок, і для неї завжди і всюди знайдеться місце й час.
Вдруге село Погорільці з прилеглими до нього сусідніми селами опинилось на лінії фронту взимку 1944 року. Власне жорстокий фронт прокотився тільки Погорільцями, а село Черешні́вка вже вкотре залишилося поза фронтовою лінією. З історичних джерел відомо, що: «тоді вирішувалася доля стратегічно значущого на той момент об’єкта — міста Дубно. 7 лютого 1944 року частини 13-ої армії 1-го Українського фронту підійшли до села Погорільці. В авангарді наступаючих військ були бійці 8-ої гвардійської Рівненської Кавалерійської дивізії імені Морозова, куди входили добровольці з Тувинської Народної Республіки. Потім півтора місяця йшли бої за Дубно. Та попри шалений опір ворога, бойове завдання було виконано: дорога Рівне-Дубно перерізана, село визволено. Це сталось 11 лютого 1944 року». 
Так, в ході важких, затяжних і кровопролитних боїв було перерізано автошлях Рівне — Дубно, а німців все ніяк не вдавалося вибити з міста Дубно. В історії дійсно є згадка про лінію фронту, але у ній нагло замовчується про те, що Дубно допоміг звільнити від німців звичайний сільський дядько на прізвисько Гриб який жив на окраїні Погорілець неподалік с. Черешні́вка. Він потай від німців зумів провести радянських бійців низиною через сусіднє село Івання. Пробравшись крізь болотяну твань вони в долині перетнули трасу Київ-Чоп, далі знову болотом попід Шибиною Горою військові добралися суходолу і вийшли до Знесіння на окраїні міста Дубно. Гриб добре знав болотяні путівці і вибрав найкращий час коли їх не помітять німці. Завдяки йому вдалося впритул підступити до міста, тобто радянське військо підібралося з тієї сторони, звідки ворог зовсім не очікував нападу. Таким чином потрапивши до ворожого тилу визвольні війська раптово перейшли в наступ і ця несподівана атака принесла довгоочікувану перемогу. Проте історія вперто не захотіла зберегти ім’я істинного визволителя старовинного міста від німецьких загарбників, хоча мудра стратегія цієї самовідданої простої людини дуже допомогла військовим отримати цю важку перемогу, а то невідомо наскільки довше тривали б кровопролитні бої і наскільки більших втрат зазнала б армія. Погорілецький селянин здійснив великий героїчний подвиг, адже саме завдяки йому було визволено місто Дубно, але цей факт приховали і вся слава та нагороди заслужено дісталися лише військовим командирам. Зрештою їхньої значущості ніхто не принижує, прикрість криється в тому, що нікому не потрібен якийсь хай і розумний сільський чоловік на прізвисько Гриб, щоб десь хоча б одним хорошим словом згадати про нього. 
То була жорстока смертоносна війна яка поглинула безліч людських життів. Написано про воєнні звірства надзвичайно багато, але мало що можна знайти про військові дії і страждання селян у Погорільцях та у навколишніх селах, зокрема в Черешні́вці. Залишились хіба що усні спогади очевидців тих грізних подій, які уже майже всі відійшли в небуття от і хочеться записати й зберегти хоча б те, що запам’яталося з їхніх розповідей. 
Особливо страшно було в Погорільцях бо фронт проходив якраз через це село. Під час відступу оскаженілі німці вдиралися в хати і без розбору розстрілювали мирних жителів які потрапляли їм на очі. Без упину свистіли кулі й летіли осколки від снарядів. Селяни ховалися в льохах, але й це не надто рятувало їх від наглої смерті. Запекла безперервна стрілянина не стихала щонайменше зо три дні поспіль. В одній сім’ї в холодній нетопленій хаті померла хвора молода жінка, через бій покійницю не мали змоги похоронити, тому загорнули в рядно і так положили в хліві. Сім’я встигла добігти до льоху і поки старенька баба відкривала двері до льоху в цей час розривна куля поцілила в малолітнього сина померлої, пройшла наскрізь через пір’яну подушку якою він прикривався, розірвала живіт і вивернула з дитини нутрощі. У хліві поряд із мертвою матір’ю поклали її єдиного вбитого сина. А на додачу в сусідів, на обійсті Михтода Коваля, застрелили ще й батька тієї покійної жінки, якого теж доправили у той самий хлів. Так одна сім’я одразу втратила троє людей і в хліві лежали мертві тіла представників трьох поколінь: батько, дочка і внук. Коли за кілька днів фронт нарешті відкотився за село і втихомирилася перестрілка, уцілілі селяни вийшли зі своїх схованок і взялися закопувати на сільському цвинтарі безневинно вбитих. Так і схоронили тіла загорнуті у рядна без домовин.
Запеклий бій розгорівся і в Черешні́вці, але порівняно з Погорільцями, тут він був не настільки жорстоким, смертоносним і кровопролитним. Ну, принаймні озброєні німці селом не гналися й не вбивали всіх підряд, хоча злива куль і тут летіла, свистіла, цьвьохкала й шипіла немовби підступна змія. Принаймні фронт селом не проходив, солдатів і військової техніки тут не було. На територію села потрапляло лишень тільки те, що випадково сюди долітало бо цілеспрямованого обстрілу Черешні́вки теж не було. Щоправда після усіх тих бойових дій у черешнівському лісі залишилася на землі пара-трійка вирвів від авіабомб чи снарядів. Після війни у тому лісі маленька дівчинка знайшла собі за іграшку фугасну міну, добре що її вчасно побачив якийсь дядько і обережно забрав у дитини небезпечну забавку. Якось мати тієї дівчинки обходила своє поле і побачила в долині на межі здоровенний снаряд чи може то була невелика авіабомба, адже в боєприпасах жінка не розбиралася. Прийшовши додому господиня бідкалася про те як же ж вони будуть ниву обробляти через ту небезпечну знахідку, вона тоді навіть подумати не могла чим ця балачка може обернутися. Почувши таку новину її пасинок потай од неї разом зі своїм другом-сусідом притягнули снаряд додому. Підліток мав намір розібрати принесену бомбу, хоча хлопчисько був далеко вже не дитина а юнак, проте здорового глузду в його голові не виявилося. Жінка, вгледівши біля своєї посічі того смертоносного “підсвинка”, взялася його прибрати. Поряд на полі неподалік від дороги була викопана глибока криниця, але нагрянула війна і забетонувати її та довести до ладу не вдалося. З часом боки криниці осувалися, обвалювалися і це вже стала яма у декілька десятків метрів завглибшки. Ось вона то й стала жінці у пригоді. Вдовиця разом з пасинком підкотили той снаряд до криниці і скинули вниз. На щастя він не вибухнув, трохи згодом криницю засипали землею і та бомба ще й досі покоїться десь там глибоко-глибоко в землі. 
Треба сказати про те, що у місцевій окрузі під час бойових дій с. Черешні́вка виявлялося найбільш безпечним місцем і приймало біженців. Коли до Дубно наближався фронт то чимало людей з навколишніх сіл таких як Панталія, Рачин, Погорільці рятувалися втечею од наглої смерті. Вони бігли в Черешні́вку і переховувалися у льохах місцевих жителів. Особливо великий наплив біженців був у кінці другої світової війни. Тієї осені 1943 року був добрий врожай картоплі, а взимку 1944 року ховаючись од куль у невеликий мурований погріб втиснулося так багато людей, що вони згорбившись і схиливши голови до колін тихо сиділи на купі картоплі під самісінькою стелею. Разом з ними там заховалася й господиня з малесенькою дитинкою сповитою в пелюшки. Жінка тримала доню на руках пригортаючи до себе щоб вона знову не застудилася. Чужих та незнайомих людей з новоприбулих біженців обов’язково приймали до свого гурту. Люди нікому не відмовляли у сховку, тільки щоразу щільніше юрмилися і впритул тиснулися одне до другого. А як же інакше? Кожна людина хоче вижити. Ця біда тісно гуртувала людей бо вона була спільною і для своїх, і для чужих — тут, у холодному тісному льосі своїми ставали всі. 
Якось так склалося у житті, що вже після війни одна з дівчат-біженок із с. Панталія які переховувалися в с. Черешні́вка на обійсті у родини Кот, стала невісткою на тій самій вулиці. Коли вийшла заміж і потрапила до свекрухи дівчина, що була родом із с. Рачин то пригадала, що у війну якраз у її льосі вона разом з іншими біженцями перечікувала обстріл. Свекруха не пам’ятала кому колись надавала притулок, а от невістка згадувала про це все своє життя. Найбільш незвичайним в цій історії є те, що навіть у найстрашніші моменти життя примудряється химерно переплести між собою долі окремих людей. В роки війни ці молоді люди не були знайомі між собою, а тільки через декілька літ по тому непередбачувана доля звела їх до купи і поєднала назавжди бо вони у парі так і дожили до скону свій довгий вік. Вміє життя підносити людям різноманітні неждані й негадані несподіванки і добре, якщо такі викрутаси долі будуть добрими.

###### Повоєнна колективізація
В 1948 році у селі Черешні́вка організувався колгосп імені Кірова, відновила свою роботу сільська рада. Згодом у селі відкрили хату читальню яка геть пізніше перетворилася на сільську бібліотеку. Потім у конфіскованій хаті вивезених до Сибіру “куркулів” відкрили клуб. За сільськими мірками куркулі — це, порівняно з іншими, були трішечки більш заможніші українські селяни. Вони не хотіли добровільно записуватися в колгосп і не бажали задурно віддавати туди нажите важкою працею рухоме і нерухоме майно — тобто найперше шкодували віддати землю, а також клуні, стодоли, сільськогосподарський реманент, худобу, зерно та інше. Радянська влада визнала непокірних західноукраїнських селян куркулями, відмову від колективізації вважала злісним злочином і таких людей оголосила ворогами радянського народу. У цих селян нова влада в примусовому порядку конфісковувала, а по просто народному відбирала задурно все їхнє майно. Новоявлених “злочинців” цілими великими сім’ями разом з малесенькими дітьми відправляли в заслання. Їм категорично забороняли хоча б щось узяти з собою в далеку дорогу. Так званих “куркулів” вивозили на поселення дуже далеко в Росію, аж у холодний Сибір з його лютими морозами. За царських часів Сибір був місцем заслання для політичних в’язнів яких “пов’язали за смуту”, за радянської влади на території Сибіру створили перші концентраційні табори для подібних “ворогів народу”. Серед в’язнів у Сибіру було чимало українців, більшість з яких там і згинула, лише дехто з них зміг вижити в тих жахливих холодних та голодних умовах і повернутись у свій рідний край, де вони родинами жили й працювали ще з діда-прадіда.
На зорі становлення радянської влади першою була добровільно-примусова масова колективізація селян. Злидарям було байдуже записуватись в колгосп чи ні бо у своєму злиденному господарстві вони всеодно не мали ніякого цінного майна тож і втрачати їм було фактично нічого. А от трохи заможніші селяни які у своєму господарстві мали хоча б щось, не мали жодного щонайменшого бажання віддавати задурно у новостворений колгосп здобуте своїми натрудженими порепаними руками з болючими кривавими мозолями, рясно скроплене гірким потом, нажите за рахунок власного здоров’я майно та землю куплену за зароблені тяжкою працею гроші. Село Черешні́вка не стало винятком і з цього села теж відправили до Сибіру кілька сімей, а їхнім майном на свій розсуд розпоряджалася сільська рада. Будівлі, та й ті не всі, то ще записували до колгоспу і про це складали відповідний протокол, а от все дрібніше майно в протокол не було записане і його просто грабували. Через якийсь час в село повернулася реабілітована сім’я, проте майно їм не повернули, а тільки дозволили оселитися жити у невеликій кімнаті, що перебувала в приміщенні хліва. На той час у їхній хаті був сільський клуб тому вона не потрапила під знищення і збереглася в хорошому стані. Напевно, найімовірніше так сталося завдяки родичам, що мали певний вплив серед місцевого начальства. Ці люди прожили в хліві досить довгий час доки в їхнє користування нарешті віддали конфісковану хату. 
Лише через декілька десятиліть деяким реабілітованим повернули мізерну компенсацію за втрачене майно яке було перераховане у колишніх протоколах. Після проведеної радянською владою оцінки воно вже коштувало одну або дві чи найбільше три сотні радянських рублів. Ну, а решта все пропало марно. Звісно, за цю неймовірно крихітну компенсацію постраждалі селяни не могли відновити навіть мізерну частину втраченого майна, вже абсолютно не згадуючи про те, щоб відбудувати знищену хату з господарськими будівлями. Про відібране в людей життя то вже й мова не ведеться, владі було байдуже до того скільки безневинних західноукраїнських селян разом з дітьми згинули на чужині. То були дуже тяжкі і страшні часи. Єдине в чому були винні українські куркулі — це тільки в тому, що вони були працелюбними та ощадливими. Вони не пили й не гуляли, а тільки важко працювали на благо своєї сім’ї, щоб потім було що залишити у спадок своїм нащадкам. Але не так сталось як гадалось, бо насправді радянські комуністи виявилися звичайними завойовниками і нещадно знищували працьовите та непокірне українське населення. Чергова зміна влади у державі на довгі роки принесла українському народу лиху долю і тяжкі випробування, а коли життя нарешті стало кращим то й ця влада теж згинула і знову на українську землю прийшли страждання. Нема гірше, як жити в епоху перемін і це є свята правда.
Переважна більшість перших голів та секретарів сільських рад були людьми малограмотними, або на додачу ще й гірше від того, вони були заздрісними та зажерливими от і зловмисно не записували в протокол конфісковане майно яке згодом радянські сподвижники й активісти отримали змогу забрати собі, тобто по правді кажучи вкрали. Лише тільки на увесь тодішній Дубенський район в одному селі Майдан протоколи складалися дуже ретельно і в них було записано абсолютно все. Хата, хлів, стодола, клуня, зерно й городнє насіння, увесь сільськогосподарський реманент разом із косою, сокирою, пилкою й молотком, поголовно вся худоба і кількість курок з півнем, а також діжки, бочки, ночви, кошики, терниця, ткацький верстат, коловороток і веретено, скрині, лави й подушки, рядна, кожухи, інший одяг та взуття, рушники, сувої домотканого полотна, клубки ниток та мички пряжі, навіть були пораховані всі ножі, дерев’яні ложки, череп’яні миски, горщики і гладушки, і все це включно зі всім іншим найдрібнішим кухонним та господарським начинням було записано у протоколі із зазначенням його кількості. Фактично це були ідеальні протоколи — у порівнянні з іншими про них можна й так сказати. Завдячуючи такому дбайливому відношенню до своєї роботи когось із тодішніх працівників сільської ради репресовані і згодом реабілітовані селяни, яким пощастило вижити в жахливих умовах заслання і повернутися додому, в результаті отримали саму найбільшу суму компенсації за втрачене майно. Але на той час це були вкрай поодинокі випадки, найбільш поширеним було місцеве пограбування під виглядом державного розкуркулення.
Щоправда до тієї пори коли радянська держава ухвалила рішення про виплату компенсації за майно реабілітованим громадянам, переважна частина районних архівів уже була незворотно знищена. А те, що збереглося в архіві Дубенського районного фінансового відділу вилучалося згідно запитів суду і служило підставою для отримання права на відшкодування під час винесення відповідного судового рішення на користь реабілітованої особи. Вилучені документи приєднувалися до судової справи і відповідно деякий час зберігалися в архіві суду. 
У післявоєнний період від репресій потерпали не тільки куркулі, а ще й ті сім’ї яких запідозрили у зв’язках з бандерівцями, які були для когось повстанцями-визволителями що боролись за національну незалежність, за волю свого народу, а хтось у них вбачав ворогів народу. То була запекла і нерівна політична боротьба, яка самовільно засмоктувала в свою круговерть мирне населення бо хтось подався до бандерівців, дехто записався у стрибки, а деякі пішли служити чекістами. Попервах ці люди дійсно боролися за свою ідею, але потім вони поступово перетворилися на бандитів-перевертнів і так трапилося через те, що до лав повстанської армії проникли шпигуни і диверсанти. Якраз ці чужинські засланці стали лютими перевертнями які підступно чинили різні звірства і нещадно нищили ні в чому неповинне мирне населення. Робили вони це задля того, щоб люди зненавиділи повстанську армію і в жодному разі не підтримували її. Якщо бракує мудрості і сил щоб побороти когось із зовні та чесно перемогти у відкритому бою то його завжди можна взяти підлим підступом і знищити з середини. Так відбулося і з повстанською армією — спершу її добряче нашпигували ушлими зрадниками, а ті своєю чергою вдало роздробили народне повстанське військо на розрізнені банди і таким чином врешті-решт добили повстанців. Це і є найбільш дієвий та перевірений віками один із самих найбільш надійних методів розвалу не тільки армій, а навіть найміцніших держав і самих наймогутніших імперій, що швидко призводить до невідворотного, повного і остаточного краху. 
Отже, з одного боку західноукраїнські селяни потерпали від свавілля банд, а з іншого їх пресувала нова влада за зв’язок із ними. І якось так само собою виходило, що селяни не могли очікувати правдивого захисту ні від одних, ні від других бо приховані лицеміри були там і там. Лишень через багато років по тому місцеві старожили якось ось так описували страшні події тих буремних літ при цьому щоразу зазначаючи: “тільки ти, дитино, правду знати знай і свою думку май, але мовчи та ні за ким руку не тягни бо не знаєш й не відаєш хто про що думає чи на гадці має і може настати такий час коли знову зміниться влада, повернуться непевні старі часи і твої необачні слова тобі швидко пригадають. Сама знаєш народні приказки: язик мій — ворог мій, а береженого і Бог береже, тому не зводь напасть і не накликай на себе біди”. Воно дійсно так і є — історія описує своє, а очевидці перешіптуються про своє і дуже часто факти про ці події суперечать одні одним. Зазвичай офіційну історію пишуть і на замовлення переписують кожні можновладці “під себе”, а от очевидці усно переповідають про ті події які їм довелося пережити на своєму віку і від яких потерпали самі чи на власній шкурі перенесли їхні близькі й далекі родичі, сусіди, знайомі та чужі люди. Усна народна історія більш достовірна але зовсім нетривка та й переповідає її кожен по-своєму отож дізнатися де правда, а де кривда абсолютно неможливо бо одні й ті ж самі події кожен описує зі своєї точки зору і за власним розумінням.
Розповідали люди ще й про такий випадок у селі Черешні́вка. Невідомо хто, кому і про що саме там доніс, але одну сім’ю звинуватили в тому, що нібито їхні сини мали відношення до бандерівців і відповідно виник намір відправити цю родину до Сибіру. У всі епохи і віки люди завжди були неабиякі мастаки доносити одне на другого. Зазвичай в очі усі ніби й дуже добрі та співчутливі, разом чарку п’ють й поміж себе розмову ведуть та душу один одному виливають, а як стане діло до діла то позаочі деякі недоброзичливці такий наклеп вміють настрочити, що людина навіть сама за себе зроду-звіку нічого подібного не знала. І найчастіше цією гидотою займаються заздрісні сусіди. У такому разі взагалі годі буде виправдатися, образно кажучи, якщо вимазати смолою білу сукню то скільки б її не прали та первозданної білизни її вже ніколи не повернути. Подібно відбувається і з наклепами та доносами — порядній людині неможливо їх скараскатися, якщо їй сам Господь-Бог не допоможе. Сім’ї, за яку йтиме розповідь, не інакше як тільки Бог допоміг. 
В хату зайшли чекісти, повідомили сім’ю про вивезення і наказали швидко збиратися в далеку дорогу. Домочадці просять, голосять, але на їхні благання ніхто й уваги не звертає — немає їм виправдання і прощення їм теж немає. Колись у селян був такий звичай прикрашати в хаті стіни фотографіями заправленими в рамки. Тим часом, доки кожен займався якимись справами, один чекіст тупцював у світлиці і від нічого робити зацікавився світлинами які висіли на стіні і став пильніше їх розглядати. Раптом цей чоловік вказав на знімок молодого хлопця і запитав у господарів хто це та ким він їм доводиться. Це була світлина наймолодшого хазяйського сина Платона який служив у радянській армії. Виявилося, що той чекіст добре знає Платона, вони разом були на фронті і пліч-о-пліч воювали з ворогом. По закінченні війни того ще залишили служити, а цей пішов у чекісти. Несподівано від’їзд у Сибір скасували, зрозуміло, що цьому посприяв однополчанин їхнього сина. Підставою для прийняття такого рішення стало те, що «як же можна вивозити у Сибір батьків червоноармійця». Таким чином Бог врятував цю родину від примусового виселення, а от їхнє майно хоча і не конфіскували та всерівно настійно “порадили” добровільно віддати в колгосп бо інакше їм, тепер уже як куркулям, знову ж таки “світить” Сибір. Господарі змушені були скоритися долі і записалися в колгосп, віддали туди своє майно. Завдяки цьому їх не вигнали з дому і дозволили залишитися жити у рідній хаті. На їхньому широкому викладеному цеглою подвір’ї зробили колгоспний тік, решту обійстя обладнали під машино-тракторний парк. Ця сім’я жила так же само як і багато інших у цьому селі, ну, принаймні добрим для них було вже те, що вони не розділили лиху долю вивезенців.
У перші повоєнні десятиліття селяни жили дуже бідно. Зарплати колгоспникам не платили, а лише тільки ставили “палочки” якими обліковували трудодні і лишень десь там в кінці року видавали якісь злиденні копійки. Виживали люди з того, що виросте в садку й на городі, а ще годувалися за рахунок мало чисельної власної худющої захарчованої худоби яка взимку животіла за віхтиком якоїсь напівзогнилої соломи, а влітку тішилася вичовганим пасовиськом, тобто що корівка пощипає язиком на паші при самісінькій землі ото й був увесь її харч. Левову частку продуктів доводилося здавати державі в рахунок продовольчої поставки (вовну, шкури, м’ясо, яйця, молоко, картоплю і так далі) і це абсолютно незалежно від того чи були в господарстві, наприклад, вівці з яких можна було б настригти ту шерсть, або якась інша живність. Часто люди влазили один до другого в борги аби хтось за когось відписав поставку м’яса коли якийсь спроможніший селянин здавав державі свого кабанчика, а решту непідйомної поставки вносили здебільшого яйцями і молоком. Через це всеньке видоєне молоко жінки цілорічно відносили до молочарні бо скільки ж його там вдоїш від своєї худющої і напівголодної корівки. Вдома для сім’ї залишалися в їжу тільки молочні помиї і на тій запахченій молоком синій воді варили затірку із жменьки чорного житнього борошна. Та бідняцька затірка скоріше була схожа на шліхту аніж на їжу (шліхта — це клейстер заварений на воді із борошна. Селянки застосовували його у ткацтві. В домашніх умовах, коли на верстаті робили рядна, ткалі змащували шліхтою нитки основи, щоб ті не були занадто кошлатими, а ще завдяки цьому вони ставали трохи міцнішими).
А ще селяни “відривали” од свого рота шматок їжі і пішки носили продукти в Дубно на базар намагаючись вторгувати хоч якусь копійчину аби за неї прикупити для сім’ї яку-не-яку дешеву одежу чи взуття. Щоб вторгувати трохи грошей то особливо часто на базар ходили ті селянки які жили в південно-західній частині села Черешні́вка, що знаходиться найближче від міста. Та й узагалі в той час до міста щось купити чи щось продати зазвичай місцеві жителі ходили пішки, значно рідше більш заможні селяни їздили в Дубно возами і то тільки на великий базар.
З досвітку черешнівські господині йшли базарувати, а по обіді ці натомлені довгою дорогою жінки змушені були неодмінно вийти працювати у колгоспне поле і працювали там дотемна. Од тяжкої роботи в колгоспі безпаспортним селянам діватися було нікуди, в той час вони трудилися там від зорі до зорі і зовсім не за гроші, а за трудодні які бригадир відмічав “палочками” на якійсь бумажці. Часто-густо з різних причин він губив ті “палочки” забуваючи записати людині її трудодень. З часом облік до якоїсь міри налагодився, але разом з тим до останніх днів існування колгоспів “бардак” і злодійство в них не перевелися. Найчастіше це все “вилазило” тоді коли колгоспники виходили на пенсію. Раптом виявлялося, що у багатьох із них стажу немає і мінімум трудоднів не відпрацьований, і записів у трудових книжках теж немає, і нарахована зарплата кудись поділася, і декретних відпусток їм не давали (бо таки й справді у колгоспі на дітей не зважали — мами залишали дома своїх кілька місячних дітей на старших дітей чи на старих батьків і мусили йти на колгоспну роботу). Навіть тепер колишні колгоспники отримують саму наймізернішу пенсію попри те, що вони з дитячих літ не покладаючи рук працювали в колгоспі без вихідних, без свят і без відпусток. Колгоспники не покладаючи рук мусили працювати відповідно до комуністичного гасла про необхідність працювати дедалі більше й більше, достроково виконувати і перевиконувати їхні горезвісні плани п’ятирічки. Селюкам, як і завжди, вділили одну тільки важку та непроглядну РОБОТУ!
Селяни були прикріплені до колгоспу міцніше як раби і до кінця 1970-их років держава навіть паспортів їм не видавала через що сільські жителі не мали змоги залишити колгосп аби перейти працювати деінде, наприклад, хоча б перебратися в місто, щоб влаштуватися працювати в якесь підприємство чи на завод де робочим платили зарплату. Вони не могли навіть просто змінити своє місце проживання і побудувати хату в іншому селі на території одного колгоспу бо їм там не давали плану для забудови, а про те щоб перебратися у якесь чуже село до іншого колгоспу то й мови такої бути не могло. Молодь всіма можливими і не можливими силами намагалася якось видертися із села і декому це вдавалося. Ось тоді в колгоспі придумали новий дієвий метод впливу на непокірних людей щоб втримати їх у селі. Якщо хлопець після служби в армії не повертався назад у колгосп, а кудись інакше влаштовувався працювати, то його батькам “відрізали” город, який за розміром був не більшим аніж 50 соток, залишаючи для сім’ї малесенький клаптик землі на якому було розташоване їхнє дворище абсолютно попри тих хто й надалі залишився гарувати в колгоспі та скільки голодних ротів у хаті їм треба було прогодувати. Таким чином ця сільська родина втрачала останній засіб для існування і, щоб не залишити рідних без останнього шматка хліба, сини вимушені були повертатися працювати назад у ненависний колгосп.
Найчастіше з села вибиралися ті юнаки й дівчата хто йшов кудись вчитися, але й тоді вони потрапляли під державне розприділення і по закінченні навчання змушені були їхати відпрацьовувати за направленням невідомо в яке захолустя, то було чимось схоже на заслання. Найпростіше і найлегше було поїхати працювати по комсомольській “вербовці” на найбільшу на той час «стройку века» — БАМ (байкало-амурська магістраль) що розгорнулась на сибірських просторах, тільки це означало вирватися з одного пекла і потрапити в інше. Тоді був такий період коли за вказівкою комуністичної партії місцеві комсомольські організації вербували працездатну молодь і масово відправляли її в Росію на будівництво великих стратегічно важливих державних об’єктів. З села Черешні́вка ніхто не наважився податися у ті далекі мандри, щоб узяти участь у розбудові Радянського Союзу, а точніше на будівництво Росії.
Щоправда кілька дівчат-сиріт таки втекли з села. Одна з них на ім’я Ганя поїхала у місто Кривий Ріг і влаштувалася працювати на якийсь завод. Там з нею трапилася велика біда, одного разу її руку затягнуло в станок і дівчина мало не загинула. На її щастя хтось виключив той злощасний верстат, але травмовану руку їй відрізали по плече. Спершу її провідував у лікарні хлопець з яким Анна зустрічалася, розчісував і заплітав її гарні й довгі темно русяві коси. Він не покинув скалічену дівчину. Вийшовши з лікарні Анна влаштувалася працювати на завод «Криворіжсталь» на посаді секретаря у приймальні директора заводу, але як каже відоме прислів’я «біда одна не ходить, а й своїх діточок за собою водить». Хлопець, з яким вона зустрічалася, працював на будівництві. Там сталася аварія і він упав з висоти зірвавшись із будівельних риштувань. Юнак сильно покалічився, при падінні отримав чимало страшних травм і найстрашнішою з них став зламаний хребет. Жодної надії на те, що він колись зможе встати не було. Анна кілька разів приходила до нього в лікарню та хлопець щоразу з великим скандалом проганяв її мотивуючи тим, що дві каліки разом не зможуть вижити — він лежачий, а вона безрука. Так Анна залишила хлопця-інваліда. Вона вдало вийшла заміж за іншого цілком здорового хлопця і народила двоє синів старший з яких дуже любив і поважав матір, він допомагав їй у всьому. А от її меншенький синочок-мазунчик, котрого з поміж своїх дітей вона сильно любила, пестила й надзвичайно балувала неймовірно соромився материного каліцтва. Особливо це вирізнялося при людях, коли той бовдур тікав і ховався від матері через те, що вона носила протез чи коли ходила без нього то замість руки у неї теліпався порожній рукав.
Тяжко-важко довелося тим хто втік із села та не легше дісталося і тим хто в ньому зостався. Кожному випала своя доля і у кожного вона була не проста й не легка. Біди, злигоднів, поневірянь завжди вистачає з лихвою на всіх. В ті далекі післявоєнні роки село Черешні́вка жило своїм звичним сільським життям.
Колись, особливо у період розквіту села, з весни аж до жнив там насправді розкішно буяв прекрасний черешневий рай. У Черешні́вці узбіччя сільських доріг обабіч вулиць були обсаджені дикими черешнями найрізноманітніших сортів від ранніх аж до пізніх, від ніжно рожевих аж до насичено чорних. Кожне селянське обійстя гонорово красувалося пишними черешнево-яблуневими садами і не було тут жодної хати без черешень.
Щойно вбиралася у свої повноправні права довгождана весна як по всьому селі буйно розквітали дикі черешні і в розкішному мереживі того білого цвіту потопало все довкілля: і хати, і садки, й цілі сільські вулиці. Поступово відцвітали черешні і з кожним подихом легкого вітру, грайливо кружляючи в повітрі, витанцьовували білі пелюстки легенько опускаючись додолу — це було так казково гарно, що здавалося, ніби з теплого весняного неба сипле лапатий білий сніг.
За тим на зміну ніжним веснам приходили спекотні літа з теплими тріскучими грозами і на деревах швидко розпускалося ніжне смарагдове листя, рунистими пшеницями зеленіли широкі поля і бралася крислатою зеленню рясниста пашня, село швидко змінювало свій білопінний святковий наряд і вдягалося у пишні і багатобарвні зелені шати. А тим часом на черешнях наливалися соковиті й невимовно смачні ягоди. В першій половині літа в садах і на черешнях, що край дороги, вже гне врожай рясні гілки. Поволі злегка схиляється долі і помітно важніє молоде черешневе гілля обтяжене напрочуд щедрим урожаєм. Черешневе віття, бувши густо обліплене чималими кетягами дорідних, соковитих і дуже солодких ягід, заховало серед них своє листя. І тепер дерева стояли уже геть зовсім не такі зелені як раніше, а скоріше насичено червоні, ніби вони вбралися у блискучі дорогі коралові намиста.
О тій далекій порі Божої благодаті достиглі ягоди диких черешень були невимовно смачними і запашними, дуже м’ясистими і надзвичайно соковитими, а солодкими як мед. Щоправда, за величиною вони були трішки меншими у порівнянні із нинішніми імпортними ягодами щеплених черешень, а що вже смак і аромат то й порівнювати гріх. Нині куплені черешні не пахнуть та й яскраво вираженого, як такого черешневого, смаку вони теж не мають.
Щойно достигали на деревах перші черешні як сільські діти вправно залізали на черешневі дерева і зручно примощувалися на гілках з окрайцем хліба у руці. Ох і смачними ж були ті найсвіжіші черешні, з’їдені з хлібом на дереві. Літні місцеві жителі ще й досі часто згадують ті смачні черешневі сніданки, обіди, полуденки й підвечірки свого давним-давно минулого бідного босоногого дитинства. Але в тому далекому-далекому минулому черешневий рай у літі був не тільки дитячим. В ту пору навіть самі найбідніші у селі господині часто варили вареники з черешнями. Бувало чийсь чоловік десь заробить за день хоч із пригорщі житнього борошна, а його жінка тим часом нарве стиглих черешень от уже й вечеря буде для всієї сім’ї. З черешнями пекли пироги, варили компоти, киселі та узвари. А ще у великій кількості черешні сушили на зиму. Солодкі черешневі ягоди були досить частою їжею у селянських родинах.
Нерідко бувало, коли вже наступить пізня осінь і люди обробляться в полі, а домашня худоба стане на зимове стійло, або найчастіше взимку місцеві жінки ставали до плити і не тільки на свята варили більш загайні страви котрі займали трохи більше часу. Часто бувало сільська хазяйка так гарно розтовче у дерев’яній ступі чималу кількість олійного маку, що він вийде аж чорний і такий масткий. Тут треба сказати ще й про те, що в той давній час люди споживали достатньо велику кількість маку, з ним готували чимало смачних і корисних страв, тому селяни сіяли дуже багато городнього олійного маку, і наркоманів в селі ніколи не було! Порівняно із дрібним маком-“відюком” насіння олійного маку було крупнішим, мало темно сіре забарвлення і містило в собі відносно велику частку олії. Окрім багатьох інших цілющих властивостей цей мак має особливо хороші антигельмінтні властивості завдяки чому люди були значно здоровішими. Із сушених черешень господині добре уварювали насичений узвар. Варили власноруч приготовані домашні галушки до яких щедро клали товчений мак і заправляли наваристим солодкуватим черешневим узваром з ягодами. Черешневий узвар споживали і без галушок, або його їли з хлібом — це вже як кому подобалося, але страва однаково виходила смачною. Черешневий узвар з товченим маком по-особливому смакував вприкуску зі свіжо спеченими прісними коржами — це була ситна солодкувата сільська страва, яку часто готували бідні місцеві селяни.
В сезон масового збору черешень і вишень селом їздили кіньми заготівельники з бочками на возі і по дешевій ціні скуповували ягоди. Уже геть пізніше після війни, приблизно десь так у 1950-их роках ближче до 1960-их, кінний транспорт замінили на бортові машини і заготівельні бочки перекочували у їхній кузов. Хоча та плата була зовсім мізерною, але все ж то були гроші, хай і дрібні, проте, це теж були гроші для бідних селян.
Щоб вторгувати за ягоди хоч трішечки більше, то сільські жінки з усіх кутків села вставали зрання на зорі і вдосвіта із важкою ношею поспішали пішки в Дубно на базар. Черешні або вишні зазвичай носили у великих лозяних кошиках, два з яких були зв’язані між собою крайкою (тут вона заміняла дерев’яне коромисло) й закинуті через оплічок, а третій кошик чи навіть і два несли в руках. Відпочити дорогою було ніколи, ото хіба тільки можна було перекласти ношу з одного плеча на інше і, якщо кошиків було тільки три, тоді один з них можна було нести поперемінно то в одній, то в другій руці. Щоб встигнути спродати свій крам і до обіду неодмінно повернутися додому місцеві молодиці, важко нав’ючені кошиками спереду, ззаду і в руках, намагалися вкоротити собі шлях і ще затемна йшли навпрушки на базар добре втоптаними їхніми ногами вузькими стежками, котрі звивалися полями та межами у напрямку міста. По обіді жінки мусили вийти на колгоспну роботу.
Час минув і про ті стежки вже й згадки немає. Тепер, коли в село вже не їздить жоден громадський транспорт, то влітку дехто їздить в Дубно через сусідні села Привільне і Рачин звичайним двоколісним велосипедом, здебільшого теж обвішаним важкими сумками та торбами з продуктами. Таким транспортом можна добиратися в місто приблизно за одну годину навіть попри те, що поважний вік давно вже перевалив за півстолітній рубіж, а от назад в село Черешні́вка добиратися доводиться трохи довше. Слід зазначити, що у цьому всьому самим найприкрішим є те, коли нерідко доводиться чути від сучасних молодих людей щиросердні скарги на те, що їм дуже далеко їхати в село Черешні́вка легковим автомобілем та ще й на додачу дорогою їх “неймовірно трясе на камінцях” хоча насправді з усього шляху лишень якихось три кілометри припадає на міцну добротну бруківку, а решта дороги має нове асфальтне покриття. Щоб не ображатися на такі закиди доводиться щоразу заспокоювати себе тим, що колись більше 90 років тому назад — зайти пішки до міста було близько, пізніше років так із 30 тому — доїхати туди велосипедом теж було зовсім не далеко, а тепер — подолати ту ж саму відстань на автомашині стало занадто важко і дуже дуже далеко. Ось такий ось парадокс, навіть і не знати чи то сміятися, чи то засмучуватися. Це яскраво говорить про те, як сильно змінилися люди за якесь неповне століття.
У минулому, досить далекому як для людського віку, одна господиня на ім’я Тетяна за своїм родинним рецептом зі знанням і чітким дотриманням всіх тонкощів, нюансів і потаємних секретів вправно готувала зі стиглих соковитих черешневих ягід надзвичайно смачну, може трохи занадто міцну й таку солодку наливку яку називала «черешні́вка». Коли той “скажений черешневий сік” “достигав” то вона для надання йому міцності, а заодно і для хорошої консервації, “кріпила” наливку відмінним домашнім перваком. Ось такими черешневими напоями в селі на свята чаркувалися звані гості.
Прожила Тетяна важке, але довге вдовине життя. Народилася вона ранньою весною революційного 1917 року і впродовж прожитих літ всякого випадало на її удовину долю: і декілька перемін влади, і колективізація, і війна, і тюрма, і повоєнні лихоліття, і мало не цілодобова безплатна праця на колгоспних полях, становлення і розпад СРСР, так звані лиховісні 1990-ті роки занепаду і злидарювання та відновлення незалежності в Україні, було і ще багато інших різних подій — усього й не злічити. Нема в світі нічого гірше від того як жити в епоху перемін, але напевно є ще й гірше того, особливо коли на людський вік тих змін перепаде занадто багато. От тільки Тетяна ще замолоду свято повірила в те, що у 2000 році настане кінець світу, то він для неї і настав з початку того ж таки 2000 високосного року на подвійному перевалі: століть і тисячоліть. Білий світ на землі існує й надалі абсолютно не залежно від міждержавних відносин та від того які буремні події відбуваються у людському суспільстві і попри усілякі там зовсім безглузді й недолугі людські прогнози, передбачення, предсказання, сектантські вирахування, залякування та намагання спрогнозувати майбутнє. Від зміни тисячоліть в придуманому людьми календарі у Божій природі нічого не змінилося: так само, як і раніше, у небі світить сонце, вранці воно сходить і ввечері заходить, щоночі на зміну йому на небесну варту заступає місяць. І точнісінько так же само безупинно далі продовжує свій відлік людське літочислення, пишеться історія, відбуваються політичні зміни що безпосередньо впливають на життя і долю, як кожної окремо взятої людини, то так само й на все село чи на будь-яку іншу адміністративно-територіальну одиницю.
Непомітно промайнув той далекий час коли селом Черешні́вка кінними возами їздили онучники-міняйли збираючи різний трап’яний мотлох, який потім ішов на переробку. Таким чином бідні селяни за якесь старе ганчір’я могли собі виміняти у них якийсь незначний, але дуже потрібний у господарстві побутовий дріб’язок, наприклад, синьку для побілки та щітку з рогози щоб побілити хатні стіни, лозяний кошик чи шматок рудого мила для прання, сірники чи пляшку керосину для заправки гасової лампи, або інколи можна було навіть вторгувати якусь дрібну копійчину. Відійшло в минуле і те, коли в сезон масового дозрівання черешень по селу їздили заготівельники які заготовляли свіжі ягоди, зсипаючи їх у великі бочки, що щільно стояли одна біля одної на возі, а пізніше в кузові бортової машини. Місцеві жителі в селі Черешні́вка заробляли і виживали як могли.
З часом життя у селі Черешні́вка налагоджувалося й щодалі то воно ставало все ліпшим і кращим. Наприкінці 1950-их — з початку 1960-их років минулого століття люди в селі дружно взялися будувати собі нове добротне і гарне житло, селяни масово намагалися облаштовувати хорошу господарку. Звісно, працювали сільські трударі від зорі до зорі, а то бувало для роботи ще й шматок ночі прихоплювали. Роботи вистачало і працювати доводилось невимовно тяжко, сільські люди “рвали жили” і “гробили своє здоров’я”, але їхній добробут поступово зростав. Так після втечі осадників Черешні́вка поступово знову ставала великим і гарним тепер уже чисто українським селом. Тільки й цього разу ненадовго затримався її розквіт.
Подальша доля села Черешні́вка і його мешканців могла б стати просто прекрасною бо з’явилася пречудова перспектива газифікувати село. В першій половині 1960-их років за селом Черешні́вка прокладали потужну транспортну магістраль газо-нафтопроводу «Дружба» міжнародного значення, її офіційно запустили в експлуатацію у 1964 році. Під час будівництва газової магістралі запропонували встановити біля села Черешні́вка спеціальну гозорозподільчу систему від якої можна було підвести газ до села і тоді воно змогло б стати самим найбільшим, найкращим і найперспективнішим серед усіх навколишніх сіл. Але комуніст товариш Педенко бувши головою Погорілецького колгоспу ім. Калініна знавісніло укрупнював своє колгоспне господарство. На той час він вже зумів шляхом приєднання “підім’яти” під себе черешнівський колгосп ім. Кірова і одночасно перетягнув до Погорілиць черешнівську сільраду. Відповідно він не дав своєї згоди на будівництво газорозподільчої станції в с. Черешні́вка і категорично заборонив газифікувати це село. Тодішній голова колгоспу Педенко планомірно знищував всі навколишні села обравши для себе центральною садибою Погорільці тільки через те, що через це село проходить автомобільна траса міжнародного значення Київ-Чоп. Так він “підібгав” під себе колгосп ім. Шевченка в с. Дубрівка та колгосп ім. Фрунзе с. Панталія. Величезне село Черешні́вка від мало не цілковитого знищення не врятувало навіть те, що на її території була єдина на всеньку округу велика, гарна й добротна семирічна школа бо, наприклад, Погорілецька школа на той час розміщувалась у старій хаті-халупі і навчала дітей лишень по 4 клас, а в інших навколишніх селах шкіл взагалі не було.
Як не дивно, але комуніст товариш Педенко був прямим нащадком дуже багатого можливо польського чи невідомо якого знатного роду. Колись його батько був заможним поміщиком, а точніше землевласником, мав велику маєтність і був титулований, тобто входив до панівної суспільної верстви дворянства і носив досить високий титул дворянина який передавався у спадок. Про те, що Педенко є спадкоємцем дворянина ніхто в селі не дізнався б, якби не один випадок. Якось селяни на колгоспному полі скиртували солому і вивершили велику й гарну скирту. Подивився на неї Педенко, послухав похвалу від селян і каже до них: «Да разве ж это скирда? Вот у моего отца это были скирды так скирды! Не то что эта...» Так люди й дізналися ким насправді був Педенко. В душі він люто ненавидів голоту, яка відібрала в його батька і землі, і маєток, і титул, і багатство, і відповідно його самого теж позбавила усієї тієї багатющої спадщини. Звісно, зважаючи на свою сплюндрований родовід пан Педенко аж ніяк не міг допустити, щоб в село Черешні́вка провели газ і якісь задрипані селюки змогли б ось так просто й легко викарабкатися зі злиднів. Проте, попри всю свою зненависть до селян, Педенко не зміг нищити землю, хай тепер уже й колгоспну. Напевне десь там «на верху» ходили-бродили чутки про те, що радянська влада злидарів протримається зовсім недовго й досить скоро усе повернеться назад так, як це було раніше і мабуть ті примарні сподівання на химерне майбутнє зігрівали його поміщицьку душу. Міцно прищеплена з дитинства любов до землі далася взнаки. Він і справді був добрим господарем, знався на полях і навчився від батька вміло керувати великим господарством. Педенко дійсно розбудував колгосп, створив ферми і побудував міцні корівники, мури яких тримаються ще й донині і навіть у буремні 1990-ті їх не змогли розвалити до останку. А ще він запровадив культуру полів, посадив садок і заклав у ньому пасіку та й ще багато чого іншого зробив для колгоспу, напевне цей керівник сподівався, що після наступного державного перевороту це господарство дістанеться йому, але в житті все сталося зовсім інакше.
Головою колгоспу ім. Калініна товариша Педенка призначило партійне керівництво тому невідомо звідкіля він прибув до села, а проживав він разом із своєю сім’єю у м. Дубно в двокімнатній квартирі по вул. Шевченка. Ніхто вже не пам’ятає звідки він був родом, яким чином проліз у комуністичну червону партію, як зумів вислужитись і стати головою колгоспу. Згодом комуніста Педенка звільнили з колгоспу ім. Калініна і перевели працювати кудись в інше місце. А на посаді голови колгоспу ім. Калініна призначали щораз інших партійців з яких виходили зовсім недолугі господарники і завдяки їм колись успішний колгосп погруз більш як у мільйонних боргах. Лише у 1970-их роках село Черешні́вка підтримав новий голова колгоспу ім. Калініна Клименко Іван Іванович і проклав в село хорошу та міцну дорогу з твердим кам’яним покриттям. Це завдяки йому в село ще й досі є нормальна базальтова бруківка. Клименко І.І. відновив господарство, зробив його прибутковим і повністю повернув державі мільйонні борги. Прикрим для колгоспників стало те, що іншим боржникам держава пробачила позички і списала всі їхні борги які нікому ніколи не довелося повертати. А от з колгоспу ім. Калініна до якого входило і с. Черешні́вка державний банк зумів здерти усе до останньої копієчки. Звісно, усі ці борги було повернуто за рахунок селян які працювали в колгоспі майже задурно. Ось така тоді була «справедлива» державна влада, яка одним була рідною матір’ю, а іншим лютою мачухою.
А ось газ черешні́вським селянам довелося чекати довгих-предовгих і невимовно тяжких сорок років. Прокладати в село багатокілометрову газову вітку довелося з боку села Рачин. Врізатися в діючу газову магістраль високого тиску яка прокладена одразу за селом абсолютно неможливо, один-єдиний шанс це зробити був безповоротно втрачений ще у 1960-их роках на стадії її будівництва і сталося це через підлість тодішнього голови колгоспу радянського комуніста на прізвище Педенко. Тепер[коли?] ще не минуло й двадцяти років як черешні́вські жителі почали газифікувати село власним коштом. Довго тягнулося будівництво газопроводу і нарешті аж у 2004 році в сільських домівках таки спалахнув довгоочікуваний голубий вогник який надзвичайно полегшив неймовірно тяжкий сільський побут. 
Щомиті у когось в селі щось відбувається і своєю чергою невпинно снується сільська історія. Здається зовсім нещодавно в селі трапилася якась значуща подія, а вона вже помаленьку відходить в забуття. Обов’язково в цій історії слід згадати ще й про те, що в селі Черешні́вка донині збереглася гарна природа, звідсіля відкриваються чудові далекі краєвиди. У цій місцевості досить гарно й просторо не тільки в самому селі, а й навкруги нього теж збереглася не менша краса. Тут є ліс, є й широкі поля, і природний газ в селі є, й електропостачання тут також є, а от жителів у селі Черешні́вка з кожним роком все менше й менше стає.

###### Культура, дозвілля і розваги
Культура.
Хороші й привітні люди живуть у селі Черешні́вка, вони ввічливі і гарно виховані, розмовляють чистою і співучою українською мовою без будь якого яскраво вираженого діалекту. А ще вони в цьому селі на диво співчутливі, дружні й досить організовані і жодну людину в біді не кинуть. Якщо раптом хтось у якусь халепу втрапив і, зовсім не важливо знайома ця людина чи й зовсім чужа, по першому її проханню місцеві мешканці не забаряться прийти і надати посильну допомогу не те щоб тільки за якусь там обіцяну винагороду, а навіть просто так по доброті своїй душевній бо, як не дивно, але такі якості як безкорисливість, взаємна підтримка та співчуття тут ще й досі існують і вони не перетворилися на пережитки минулого. Напевно хороші моральні якості, які передаються з покоління у покоління, і є найбільш цінною культурною спадщиною місцевого населення.
Хоча до села давно вже прийшла цивілізація і є тут електрика, і природний газ теж є та й інші комунікації хто хотів той давно вже собі провів, і мобільні телефони навіть у літніх людей також є, але в цьому селі місцеві мешканці іще й досі живуть по-старинці. Тут не соромляться привітатися із незнайомцем й запитати куди людина йде і кого шукає, а раптом вона заблукала, а може когось знайти не може. Тоді мандрівникові тут же радо допоможуть — все розкажуть, все покажуть і короткий шлях підкажуть. Новітній навігатор у телефоні, звісно, дуже добра послуга, але досить часто трапляється так, що подекуди буває відсутній зв’язок бо на місцевості часто-густо трапляються так звані “сліпі зони”, або точніше було б сказати “глухі”. Хоча на практиці, особливо у найбільш незнайомій місцевості, нерідко буває так, що той навігатор у своїх невдалих онлайн-пошуках якимось незбагненим чином умудриться ще більше заблукати в заплутаних тенетах інтернету й на додачу зуміє невідомо де відшукати зовсім непролазну дорогу і порою в такі глухі нетрі заведе, що вибратися звідтіля буде невідомо як — і таке теж частенько буває. А от місцеві жителі значно краще за будь-який самий найкращий навігатор знають у селі геть усі дороги та стежки і навіть потаємні путівці теж добре знають. У разі потреби радо допоможуть, і розкажуть, і покажуть, і спровадять куди треба, а заодно ще й детальне словесне досьє на потрібну людину абсолютно безкорисливо видадуть. Та зрештою скільки там того села залишилось? Тому тут геть усі один про другого все знають і для того, щоб у селі щось від когось затаїти чи приховати то неабиякий хист треба мати бо село то є село — де на одному краю села чхнуть, а на другому доброго здоров’я бажають. Та що там й від кого тим бідним селянам ховати? От і досі в селі люди живуть мирно та спокійно.
Люблять люди в Черешнівці жити вільно й по-старинці, хоча й вельми шанують сучасні інтернет, комфорт і цивілізацію. У цьому селі місцеві жителі примудрилися вдало поєднувати любов до природи, любов до свободи і любов до сучасних нанотехнологій. І, треба сказати, що це все одне другому аж ніяк не заважає та не шкодить, звісно, якщо все робити розважливо та з розумом.
Зважаючи на те, що місцевість на якій розкинулося село, знаходиться на Волинській височині та завдячуючи тутешньому хвилястому рельєфу і своєму досить високому розташуванню на вершині пагорба майже у всіх куточках села Черешні́вка склався відмінний кругозір. Звідусюди, куди не поглянь, навкруги аж до самого обрію щоразу відкриваються неймовірно гарні далекі краєвиди. Звідсіля спостерігати за навколишнім світом можна просто стоячи на відкритому узвишші і це так цікаво!
В південно-західній стороні світу аж на лінії горизонту лежить “Божа Гора” на якій за стародавніми преданнями Божа Матінка залишила свій слід з якого б’є цілюще джерело відоме під назвою “Джерело святої Анни”. За останнього близько півстоліття ця гора вкрилася густим лісом, який заступив собою і приховав від допитливих людських очей жіночий монастир святої Анни разом з його церковним комплексом зі дзвіницею. З віддаля за своїми обрисами Божа Гора чимось нагадує велетенського зеленого крокодила який спокійно дрімає десь аж на самому кінці світу, десь далеко-далеко між небом і землею. Неподалік від його носа, аж ген-ген мало не за обрієм, на фоні блакитного неба у променях сонця сяють золоті куполи Почаївської Лаври. За гарних погодних умов з деяких точок розташованих на найвищих місцях у селі навіть неозброєним оком чудово видно золотоверху Почаївську Лавру з її церквами, соборами і дзвіницею. Особливо чітко видніються білі мури високої дзвіниці, що стрімко підноситься вгору праворуч від церков Лаври.
Якщо дуже вже добре придивитися то між Божою і Почаївською горами можна запримітити якийсь іще один білостінний монастир із синіми куполами, але він хоча й розташований на майже одній лінії з Лаврою, проте орієнтуючись за лінією горизонту лежить трішечки нижче неї і тому видніються лише тільки його куполи. Цей монастир вдалині дуже мало помітний із-за свого тьмяного покриття даху.
По особливому прекрасним є видовище коли яскраво сяє і виблискує проти сонця золотоверха Лавра — це дійсно надзвичайно вразливе й захопливе явище. Цю далеку красу взагалі неможливо описати і передати жодними, навіть самими найкрасномовнішими словами.
Почаївська Лавра згідно з картою доріг знаходиться на відстані 70 кілометрів від села Черешні́вка, проте маючи стовідсотковий зір легко можна роздивитися її золоті куполи, що на десятки кілометрів віддзеркалюють сонячні промені. Свята Лавра знаходиться на вершині найвищої Почаївської гори і окремі місця на території села теж розташовані на досить високих відкритих пагорбах, тому решта панорами разом з її пейзажами лежить нижче рівня горизонту і не закриває собою оцей приємний миловидий краєвид. Із села Черешні́вка, щоб розгледіти святиню, зовсім не потрібно дивитися крізь долини і ліси та ще й на такій величезній відстані. Звідсіля є змога подивитися на святу Лавру не з вікна легкового автомобіля який петляє довгою дорогою до Почаєва. Споглядати, захоплюватись і тішилась її неперевершеною красою можна просто пильно вдивляючись у далеку далечінь напряму понад деревами, горами й до́лами. І ця пряма віддаль, подібно як на пласкій карті без врахування особливостей рельєфу місцевості та без звивистих доріг, є коротшою більше аніж наполовину порівняно з відстанню виміряною по землі із чітким урахуванням всіх нерівностей, лощин і улоговин, горбків і долин, підйомів і спусків які трапляються протягом покрученого серпантину доріг зі всіма їхніми поворотами та петлянням.
Ну, якщо знайдеться можливість подивитися навкруги крізь далекоглядну оптику то приємних вражень набереться неймовірно багато. Якщо прикипіти оком до підзорної труби яка десь так приблизно у 20-ти кратному розмірі наближує віддалені об’єкти завдяки чому вони здаються відчутно більшими чи точніше кажучи виглядають значно крупнішими і їхні обриси стають на багато чіткішими то є змога прекрасно побачити навіть непомітні раніше дрібниці. А якщо на додачу є змога поступово переїжджати з одного місця на інше, щоразу обираючи на місцевості нову зручну точку для ведення спостережень, то це дасть можливість якомога краще в різних ракурсах роздивитися Почаївську Лавру і здалеку помилуватися сліпучо-залотавими відблисками її куполів. Та й взагалі далекоглядна оптика дає велику можливість подивитися на приємні краєвиди і допомагає чим краще розгледіти прекрасний навколишній світ.
Головне у спогляданні будь чого — це орієнтуючись за сторонами світу вміти правильно визначити потрібний напрямок відповідно до місця знаходження бажаного об’єкта та зуміти вдало обрати для себе найкращий спостережний пункт. І тоді можна безмежно потішити свій зір сповна насолоджуючись неповторною красотою мінливої барвистої природи тому, що кожна прожита мить винятково єдина і незворотна, а ще вона абсолютно відмінна від іншої бо все навколо має дивовижну властивість постійно змінюватися. Воно ніби й геть подібне, проте хоча б трішки, але уже не таке як раніше. Таким є Божий Закон Життя і з цим абсолютно нічого не вдієш бо створений він для того, щоб людям ніколи не набридала одноманітність — і це прекрасно! Наше життя неймовірно швидкоплинне та скороминуче і ніколи й нічого неможливо повернути назад — і це теж прекрасно! Та й для чого повертати щось старе, коли попереду неодмінно буде щось незвідане і нове. Просто важливо навчитися отримувати безплатне, але від того не менш коштовне, духовне і душевне задоволення від звичайнісіньких буденних дрібниць і намагатися не відмовляти собі у цьому. І справді, варто окинути оком довколишні простори — і навкруги одразу відкриється бездоганна, захоплива і гармонійна краса! Світ, у якому ми живемо, справді є неперевершено прекрасний та неповторний і його потрібно лише уважно роздивитися. Якраз саме це відчуття прекрасного збагачує духовну культуру кожної людини.

###### “Печений Віл” і його печери
Печери — це унікальне і насправді дивовижне підземне темне місце зі своїм стабільним мікрокліматом з відносно високою вологістю та прохолодною незмінною температурою повітря. Здається, що тут, глибоко під землею, якимось дивовижним чином уповільнюється часовий перебіг, нечутно пригальмовуються всі біологічні процеси і навіть старість підбирається не настільки скоро, як це відбувається на швидко перемінливій поверхні Землі. Впевнено ступаючи по вкритій травою чи снігом землі абсолютно неможливо здогадатися, що десь там під ногами, глибоко в землі чи можливо й дуже близько до поверхні тихо зачаїлися незбагненні хитросплетіння підземних не рукотворних загадкових лабіринтів і надійно заховалися від людських очей незбагненні підземні порожнечі.
Свою колоритну назву “Печений Віл” це узгір’я отримало досить давно. За давніми сільськими переказами злодії, які переховувалися в цих горах і ночами по всій близькій окрузі грабували навколишні села, якось вкрали у якогось дядька вола. Вкрадену тварину завели на вершину лисої гори і на самісінькому її чолопку (чолопок або щолопок — це верх, вершечок, маківка, шпиль) розвели велике багаття. Там вони зарізали того нещасного вола, його тушу спекли на вогнищі і до світанку з’їли. Вранці селяни відшукали сліди того злочину й відтоді те місце стали називати не інакше як “Печений Віл”. Горбок, на якому злодії спекли вола, є чи не найнижчим серед усіх інших і знаходиться у південній частині місцевого нагір’я яке простягається з півночі на південь і лежить у східній стороні світу одразу за окраїною села Черешні́вка. Серед решти він вирізняється тим, що всі сусідні вершини набагато вищих та значно крутіших горбків густо поросли різними деревами і вкриті переважно сосновим лісом, а цей горб ніби посередині опоясаний рідколіссям і ближче до вершини він стає майже увесь лисий. Там, де закінчується ліс, не надто прикрі схили лисої гори поросли травою, яка чим вище вгору то тим більше миршавіє і на широкій пласкій вершині горба немає жодного деревця, там навіть жодного поганенького кущика нема. На самісінькому його чолопку крізь маленьку, ріденьку і зовсім бідненьку прижухлу траву проглядають білуваті крейдяні розсипи. Ось таке місце облюбували для себе злодії, щоб під покровом темної ночі спекти вкраденого вола і зжерти його ще затемна при світлі вогнища. Може селяни й бачили той вогонь на горі серед глупої ночі, але у суцільному мороці пітьми ніхто ж до схід сонця не піде на розбірки у злодійське лігво, а до світання од того вкраденого вола зосталися хіба тільки роги й ноги.
Зважаючи на те, що лиса гора крейдяна, то ймовірно у ній є карстові печери. Цілком можна припустити, що хтось ненароком відшукав до них вхід і про це якимось чином дізналися злодії. От вони й облаштували десь у тих підземних лабіринтах свій потаємний і надійний сховок, зносили туди все награбоване, ховали в печерах скарби і самі теж переховувалися від людських очей там де їх ніхто не відшукає. 
Згодом назва “Печений Віл” поширилася на всі разом узяті пагорби і поступово ціле узгір’я стало іменуватися Печеним Волом. Напевно сучасне молоде покоління уже й не знає котрий серед них є тим самим лисим горбком на чолопку якого за стародавнім преданням злодії спекли вкраденого вола. Слід зазначити, що підземні карстові ущелини і печери є ще й в інших горах Печеного Вола і був час коли принаймні в одній із них переховувалися повстанці.
Звісно, віднайдені входи у природні підземелля завжди ретельно маскувалися ось тому-то навіть тепер мало кому відомо про них. Ці темні підземні пустоти в горах ніхто ніколи не досліджував та й зрештою про їхнє існування мало хто знає, але вони там є і навіть мають свої таємниці бо приховують у собі людську історію й не тільки її. Цілком можливо, що свого часу деякі з тих печер невідомі нам люди використовували як криївку чи мали там надійний сховок. Можливо, подібно як у дитячій казці про Алладіна і сорок розбійників, десь там у нетрях печер Печеного Вола ще й досі лежать заховані грабіжниками скарби, або в них може зберігатися військова царська казна. Ніхто не знає, що є правда, а що небилиці у місцевих преданнях про ці таємничі і мало кому відомі печери.
Незалежно від того, що Печений Віл територіально не належить до земельних володінь села Черешні́вка, він однаково є невід’ємною частиною черешнівської історії і відповідно має свої власні легенди тісно пов’язані із цим селом. А інакше просто й бути не може, бо маленькі хатинки черешнівських селян невеличкими групками по дві-три вкупі то десь там то сям тулилися по долині, ну, майже у підніжжі узгір’я Печеного Вола. Та й вся домашня худоба із північно-східного кутка села Черешні́вка випасалася на тих же таки пагорбах і сіно на зиму теж заготовляли там само, і суниці збирали на тих же безлісих полянах і відносно пологих схилах плоскогір’я. Уже в радянські часи люди любили там відпочивати і справляти різні маївки, то були такі собі сільські вилазки на природу найчастіше у великі релігійні свята або у державні вихідні.
В другій половині 1980-их років одна дружна хлопчача компанія яка складалася з друзів-підлітків родом із сусідніх сіл Привільне, Дубрівка, Черешні́вка зібралася разом і намітила собі похід на Печений Віл. Юнаки підібрали погожий літній день і подалися в мандри. От тільки дорослих про свій намір вони не попередили і дякувати Богу, що вся ця затія разом із їхніми неймовірними пригодами закінчилася щасливо. Тільки через тривалий час син зізнався батькам про їхню самостійну екскурсію, а заодно зізнався ще й про те де вони були і куди втрапили. У своїй розповіді не оминув і того, як тяга до незвичайних пригод та звичайна хлопчача цікавість завела їх у темні підземні печери Печеного Вола про які навіть його батько не знав і не відав.
Справа в тому, що батько одного черешнівського хлопця народився й виріс неподалік від Печеного Вола і все його свідоме дитинство та юність промайнули у тих горах які він полюбив на всеньке життя. Пізніше він із дружиною та з дітьми часто їздив у рідні й милі його серцю місця, переповідав своїм дітям легенди того краю, показував лису гору назва якої поширилася на суцільний ряд величезних горбків покраяних глибочезними схожими на гірські впадини вузесенькими долинами. Розповідав, що в дитинстві він чув від старих людей ніби-то звідсіля беруть свій початок Українські Карпати і Печений Віл це їхній найнижчий хребет. Ніхто достеменно не знає, може воно й так бо той чоловік любив свою землю і свій рідний край, слухав розповіді старожилів, цікавився історією і багато читав приділяючи особливу увагу історичним книгам бажано якомога давнішого видання. Він було навіть завважив, що колишній “Кобзар” Т. Г. Шевченка суттєво різниться порівняно з “повним” радянським виданням яке в дійсності стало не таким уже й повним, а на додачу ще й трохи перекрученим. У тій родині життєва мудрість, любов до історії своєї землі передавалася із покоління у покоління. В їхній сім’ї свекор теж не лишився осторонь, а повідав своїй допитливій невістці чимало цікавого із того про що знав. Отож любов до Печеного Вола, яка змалечку успадкувалася нащадками того роду, повсякчас просилася назовні і врешті-решт вона таки знайшла вихід.
Черешнівський юнак-підліток часто-густо ділився зі своїми вірними друзями-однолітками різними захопливими історіями про Печений Віл та його дивовижну красу. Розповідав як часто він там бував разом зі своїми батьками. І ті його довірчі розмови про гори та лісові галявини, про круті стежини й високі вершини так заворожували його друзів слухачів, що хлопці вирішили неодмінно побачити це все на власні очі. Але їхні батьки, хоча й знали щось там трохи про ті гори, проте ніколи туди не їздили і відповідно їхні діти у тій стороні теж жодного разу не були. Нічого сильніше не бентежить юні хлопчачі душі як жага до незвіданого. 
Якось одного разу ця дружна компанія вирішила неодмінно побувати на Печеному Волі. Поговорили, дещо між собою обговорили і, як виявилося згодом, дуже добре що при цій нагоді хлопцям став у великій пригоді їхній уже майже дорослий вік та досить зріла розсудливість котрі допомогли обміркувати важливі деталі запланованої вилазки. Задля того щоб задуманий ними похід вдався на славу допитливі підлітки самотужки склали план дій і розробили цілу стратегію майбутнього походу. 
Таке важливе діло вони обставили як справжню розвідувальну експедицію. Ну, зрештою не були б то хлопці, якби вони не придумали для себе справжнє чоловіче заняття. Далі кожен став по крихтах збирати будь-яку цікаву інформацію про Печений Віл і хтось із них десь таки роздобув достовірні дані про існування печер на Печеному Волі. Мало того, що комусь із цих дітей вдалося дізнатися про підземні печери, так на додачу вони зуміли у когось вивідати точне місце розташування входу у одну із тих печер. О, це вже намічалося щось неймовірно цікаве і захопливе! Дослідження підземних печер — це ж просто неперевершене заняття яке заздалегідь обіцяло хлопцям безліч найрізноманітніших вражень. І вони завчасно почали до нього ретельно готуватися. А як же інакше? Тож з опалу не попрешся у темну підземну печеру та ще й голіруч. Щонайменше це треба хоча б ліхтарик із собою взяти, а якщо добре подумати то варто взяти й іще дещо з того, що може знадобитися у підземеллі.
Ось нарешті настав той чи не найбільш довгоочікуваний день. Звісно, ніхто із синів не зізнався батькам куди саме вони збираються йти, бо ж цілком зрозуміло, що їх самих туди точно ніхто не відпустить. Тому зранку кожен повідомив своїх домашніх про те, що нібито піде в сусіднє село до друзів і батьки з легким серцем відпустили дітей з дому. Збираючись в дорогу кожний хлопчина прихопив з собою із дому трохи харчів, а точніше замотав у газету зо дві грубенькі скибки хліба, поклав до нього чималенький шматок сала і пучок зеленої цибульки, щоб коли добряче зголодніють то можна буде сальце підсмажити на вогнищі і набити тук (жир) на хліб. Ото-то буде смакота якщо такий обід з’їсти на природі у компанії друзів. Обід скоренько відправився у трап’яну торбину з ручками на дні якої вже лежало завчасно складене необхідне для такої подорожі спорядження, тобто там були мотузка, ніж, ліхтарик та деяке інше начиння. Осідлали хлопці свої велосипеди і в заздалегідь обумовлений час зустрілися у договореному місці та й гуртом подалися в далеку путь за декілька десятків кілометрів від рідних домівок. Їхній черешнівський товариш, який багато разів бував з батьками на Печеному Волі і досить добре там орієнтувався, був їм за провідника. Невдовзі група підлітків успішно добралася до місця призначення.
Місцем дислокації юних спелеологів виявився на ту пору діючий піщаний кар’єр який знаходився на Печеному Волі приблизно між територією сатиївщини і Кораблищами. Коли там брали пісок хтось неподалік запримітив у землі вузьку розщелину яка вела вглиб і могла бути входом у печери. Новоявлені дослідники освітили ліхтариками знайдену в землі тріщину, але промені світла ковзали по стінах та по долівці не досягаючи стелі і гублячись десь вдалині вузького тунелю. Так, це справді було схоже на якийсь прохід, в цьому випадку у якусь невідомість. Потім хлопці здогадалися пожбурити у ту темну діру кілька чималеньких камінців. Вони намагалися метати їх якнайдалі і уважно прислухалися, щоб визначити по звуку наскільки далеко летить кинуте ними каміння і чи вдаряється воно об землю, або може падає у глибоку безодню. Опісля декількох попередньо проведених ретельних перевірок хлопцям вдалося почути що близько біля входу провалля немає і тоді вони один за одним почали обережно протискуватися всередину темної розщелини, при цьому підсвічуючи собі шлях підсліпуватими ліхтариками.
Новоявлені спелеологи-екскурсанти мали доволі віддалений стосунок до печер, тобто чесно кажучи взагалі вперше попали у це середовище, тому їхня експедиція просувалися вперед дуже й дуже повільно. Хлопці висвічували нерівні прямовисні земляні стіни, розглядали грунт під ногами на якому не помітили жодного людського сліду та й будь-яких інших слідів там теж не знайшлося. Щодалі діти просувалися вглиб печери то тим більше розширювався коридор яким вони йшли. 
Подолавши якусь певну відстань допитливі туристи-спелеологи завважили, що навкруги себе вони не помічають ніяких різких змін, навсібіч вигляд печери практично однаковий тільки відчутно збільшилася її висота і трохи розступилися в боки стіни тож прохід схожий на безкінечний тунель став значно просторішим. Тут було досить таки прохолодно.
Раптом у широкій заглибині біля стіни на глибі тьмяного крейдяного виступу хлопці щось запримітили. Підійшовши впритул до знахідки і ретельно оглянувши її з усіх боків вони несказанно здивувалися — перед ними здіймалися невисокими стосиками якісь вутлі тоненькі чи то книжечки, чи то якісь брошури, поряд із ними лежали ще якісь зошити, а трохи поодаль виднілися складені на купку невеликі листочки старого паперу дуже схожі на листівки. Частина тих листівок розсипалася і валялася на долівці попід ногами. Неподалік від того місця хлопці побачили ще трохи якоїсь старої літератури складеної просто на землі під тією самою стіною. Усе це невідомо чиє добро зверху густо припало товстим шаром земляного пороху. Так-так, саме пороху, а не чогось іншого бо з вигляду це був і не пил, і не часточки землі, а щось середнє між ними. Виглядало те все, ну, дуже вже якось так, скажімо, не привабливо, а точніше на їхній погляд видалося досить таки моторошним. Брати до рук оцю наполовину зогнившу літературу чомусь нікому не захотілося, хоча прочитати і дізнатися про що пишуть на тих давніх недотлілих листочках діти були б абсолютно не проти. Проте, якщо нічого тут не зачіпати, то через товстий шар бруду було зовсім неможливо висвітити жодного напису і вони вирішили поки-що йти подивитися далі, а на зворотному шляху можна буде витягти зсередини якусь книжечку чи прихопити з собою котрийсь зі старих зошитів, щоб потім роздивитися знахідку на дворі при світлі сонця. І хлопці впевнено рушили далі вперед.
Пройшовши іще трохи вперед хлопці помітили як раптом блякле світло кишенькового ліхтарика знову на щось наткнулося і вихопило його із пітьми. Ця моторошна знахідка міцно прикувала їх на місці. Вона була як грім серед ясного неба і ошелешила юних шукачів пригод настільки сильно, що з переляку вони й поворухнутися не могли. Від побаченого хлопчаки настільки перелякалися, що протягом якогось короткого часу не те що просто остовпіли, а навіть видихнути боялися. Суцільний жах заполонив їхні молоді незрілі душі. В глибині печер вони сподівалися побачити усе що завгодно, але щоб аж таке!!! А наткнулися вони там на давні недотлілі людські останки. 
В печері, притулившись спиною до земляної стіни, сидів людський скелет схиливши донизу свій облізлий череп. За невідому кількість років увесь одяг встиг повністю зотліти, він перетворився на лахміття і обсипався долі, мало не повністю оголивши кістяк. Подекуди вже геть мізерна частина того вутлого дрантя якимось чином ще затрималася на оголених кістках і його залишки то там, то сям звисали донизу невеличкими обідраними клаптями частково прикриваючи собою людські останки. На колінах покійника лежав розгорнутий військовий планшет, а поруч нього стояла сперта дулом об стіну гвинтівка.
Оце і все, що за якусь мить встигли роздивитися юні дослідники печер. Коли діти оговталися від першого шоку то не замислюючись чим швидше кинулися бігти до виходу. Їх уже більше нічого не цікавило і в голові гупала молотом одна-єдина думка — «скоріше б звідси утекти»!!! Переполохані цим страхітливим видовищем хлопці стрімголов помчали один за одним навіть не звертаючи жодної уваги в котру сторону пруть. Але на їхнє превелике щастя тунель, яким вони втікали, був тільки один і йдучи сюди вони не запримітили по сторонах жодних тріщин, якихось відгалужень чи бокових ходів — напевно якраз саме це їх і врятувало. Аж ось нарешті попереду замаячив проблисками денного світла такий жаданий вихід із темного підземелля і перелякані неповнолітні спелеологи прожогом вистрибували з печери на земну поверхню й з несказанною радістю зустріли білий світ. 
Коли хлопці навмання бігли до виходу то назовсім забули, що збиралися взяти з собою щось зі знайденої в печері літератури. Зрештою по дорозі назад їм було абсолютно не до неї. Діставшись поверхні землі юнаки з несказанною радістю плюхнулися в зелену траву. Трохи віддихавшись вони помаленьку почали приходити до тями. Ці вже майже дорослі діти вперше у своєму житті випадково вступили туди де раніше за них уже побувала Смерть. Вони на власні очі побачили як виглядає те, що залишається від людини після життя і ще протягом довгого часу зберігається в склепах. Природна підземна печера, захована у земляних нетрях Печеного Вола, давним-давно стала для когось могилою і тепер слугувала склепом. Так, воно насправді стає дуже страшно і моторошно якщо зовсім несподівано наткнешся на щось таке чого аж ніяк не очікуєш зустріти. З кожним подихом на свіжому повітрі переляк потрохи відступав, він ніби якимось незбагненним чином повільно заповзав назад у непроглядний морок підземної печери.
Рідко кому ось так “пощастить” побачити на власні очі непорушені тлінні людські останки. Невідомо ким за життя була та людина, яка навіки зосталася сидіти у темній підземній печері низько схилившись над відкритим планшетом. Найімовірніше той озброєний чоловік був вартовим і пильно охороняв прохід вглиб печери де могла зберігатися, наприклад, зброя. Або можливо там, в очікуванні слушного часу, переховувалися його соратники котрі з якихось невідомих причин остерігалися вийти зі свого укриття і імовірно також згинули разом із ним. Ймовірно у тій печері знаходилась чиясь криївка і, судячи з наявності якихось листівок та певної кількості невідомої літератури, там могло бути розташоване таємне пристановище якогось повстанського політичного угрупування котре вело запеклу боротьбу проти державної влади. З цього приводу можна зробити чимало різних припущень. Зрозумілим залишається лишень те, що у тій печері декілька десятиліть тому назад хтось знайшов собі вічний притулок і відтоді в те місце жодного разу не потрапляли живі мародери, а якщо будь-коли дехто туди й навідувався то ніхто із живих не посмів порушити спокій вічного вартового.
Отже, як стало відомо, в одній із печер на Печеному Волі колись дійсно переховувалися люди. Значить сільські перекази насправді не являються якимись там небилицями чи безликими міфами. Вони мають цілком реальне походження тільки з плином часу фактичні події неминуче згладжуються і чим дальше вони відходять у вічність то тим більше їх вкриває наліт давнини й огортає пелена загадковості. Так виникають легенди.
Черешні́вські легенди переповідають про те, що із давніх-давен на Печеному Волі звивали собі кубла злодії, у печерах на довготривалий період знаходили надійне укриття колишні повстанці, в тих горах і лісах ховалися банди, там у тимчасовому лігві могли зачаїтися різні злочинці-втікачі і також там успішно водилася всіляка підпільна “нечисть” людського роду. Після їхнього перебування там неодмінно щось та й залишалося. Напевно у древніх печерах ще й дотепер збереглися не тільки скелети, а й іще дещо варте уваги. Там цілком можуть віднайтися якісь несподівані історичні артефакти. Або, наприклад, десь там подалі від людських очей у зовсім непримітному й добре захищеному місці тихесенько ще й донині лежать кимось награбовані і давним-давно добре заховані скарби, чи може там ще з часів австрійсько-руської війни зберігається царська казна. Та про це точно ніхто достеменно нічого не знає, хіба тільки дехто про щось здогадується, або випадково хтось на щось наткнеться.
Звісно в ту пору мало чи не поголовно всі хлопці із захватом читали книжку Марка Твена «Пригоди Тома Сойєра». Ця книга вперше була видана у 1876 році, у ній розповідається про долю бідного хлопчика-сироти якого виховує тітка. Події роману, на фоні яких описано пригоди Тома, нібито відбувалися в 1840 році у вигаданому американському містечку Сейнт-Пітерсбург штат Міссурі. Одна з подій трапилася з головним героєм у печерах. Там йдеться якраз про те як потрапивши у здавалося б абсолютно безвихідну ситуацію і перебуваючи в неймовірно скрутному становищі відчайдушний малолітній головний герой проявляє стійку й геть недитячу витримку та наполегливість і, на відміну від дорослого індіанця, знаходить інший вихід із підземних лабіринтів. Тим самим він рятує власне життя й заодно рятує від смерті свою виснажену та знеможену супутницю, а точніше дівчинку, котра припала до юного серця бідного сироти-обідранця. Цей сюжет понад 100-літньої давності ще й досі бентежить уяву підлітків чоловічого роду з багатьох країн світу. 
Напевно саму найвагомішу роль в організації втаємниченого походу юнаків на Печений Віл відіграла, добряче підігріта надзвичайно цікавим і просто неперевершеним книжковим сюжетом, непереборна жага до неймовірних пригод. І мабуть на додачу ще й запальна хлопчача вдача та молодеча відвага вкупі взяті спонукали юних друзів відвідати невідомі місцеві карстові печери розташовані в горах на Печеному Волі. 
Лише через доволі довготривалий час черешні́вський хлопчина зізнався батькам за похід у печери які знаходяться в горах на Печеному Волі, про які ніколи нічого не розповідав батько і страшенно перелякалася мама, бо нерозумні діти могли заблукати у підземних лабіринтах печер і їх там ніхто ніколи не знайшов би. Страшно навіть припустити такий поворот подій щоб серед білого дня без будь-яких видимих на те причин безслідно зник гурт дітей. Цей прихований від батьків похід у гори міг обернутися для всіх жахливою трагедією. Але Бог милосердний і Він любить дітей, тож легковажні хлопці відбулися переляком, зате їм назавжди відпало бажання іще хоча б один раз поїхати і відвідати ті незвідані печери. 

###### Чеське кладовище і сказання про кохання
На південний схід, за межами села Черешні́вка на високому узгір’ї неподалік від Печеного Вола, на верхівці великого прикрого горбка серед чистого поля підноситься високо вгору невеликий за площею і округлий за формою кущ високих старих дерев. Це так виглядає з віддаля, якщо на ті дерева подивитися знизу від польової дороги котра звивається широкою долиною поміж горбками. Піднявшись нагору стає зрозуміло, що це зовсім і не кущ, а досить маленька земельна ділянка навколо обсаджена уже старими листяними деревами, переважно липами і грабами. Колись навкруги поряд із деревами ця територія була обтягнута по всьому периметру металевою сіткою заввишки півтора метра. Проте згодом ця сітка поржавіла, обвисла й сильно осіла до землі, а в деяких місцях вона взагалі розірвалася і зяяла чималими дірами. У південно-східній її частині огородженої ділянки знаходився вхід. Колись там були ворота, але через багато десятиліть що непомітно промайнули над цим місцем вічного спокою, ворітниці встигли розвалитися і по боках од них зосталося тільки декілька старих уламків.
Вступивши за цю браму перед очима постає порослий густою травою крихітний цвинтар — це таке мініатюрне старе, закинуте, але не забуте кладовище на кілька десятків давніх могил. Могилки розташовані акуратними рядами і знаходяться дуже близенько одна від другої. Низькі надмогильні горбики розділяють вузесенькі стежинки завширшки трішки більші аніж на один людський ступінь і розміщені вони так, щоб поміж могилками було зручно пройти. Чимало могил уже майже непомітні і напевне давно залишилися без хрестів, над багатьма могильними горбиками від дерев’яних хрестів осталися перекошені частково зігнивші уламки. Разом з тим над деякими свіжішими похованнями встановлено простенькі сірі цементові пам’ятники, на окремих із них тьмяніють викарбувані надписи, але зроблені вони не українською, а якоюсь іншою мовою, можливо чеською. 
Серед усіх інших могил чітко виділяється лише одне поховання розташоване ближче до середини кладовища. Щойно увійшовши на цвинтар ця могилка одразу привертає до себе увагу відвідувачів. Вона не пишна і не багата, але охайна і порівняно з іншими добре доглянута. Її вигляд свідчить про те, що хтось із живих про неї дбає. Біля могилки добре збереглася кована металева огорожа. Також на ній було встановлено досить гарний високий пам’ятник витесаний з суцільного темно-сірого майже чорного монолітного каменя магматичної рівномірно зернистої породи на якому було чітко видно надгробний напис іноземною мовою. У надгроб’ї на могилці росли гарні кущі білих нарцисів, а землю навкруги неї суцільним зеленим килимом заслав хрещатий барвінок. Так це все виглядало дуже й дуже довго. 
Аж ось десь так приблизно на переломі 1980-1990-их років цей надзвичайно міцний темно-сірий надгробний камінь з тієї могили зняли. А точніше це трапилось якраз у той самий період коли стрімко ввійшли в моду нові й дуже гарні з виду шліфовані, блискучі, чорні із зеленавим відливом кам’яні пам’ятники “габро”. Габро — це глибинний аналог базальту, він має щільну однорідну масивну текстуру. В Україні є в межах Українського щита, зокрема Коростеньського плутону в Житомирській області. 
За якийсь короткий час пам’ятник повернувся на своє місце, тільки тепер він змінився до невпізнання. Форма, висота і ширина пам’ятника залишилися первозданними, а от його зовнішній вигляд набув новомодного лоску. Виявляється на цій могилі стояв пам’ятник витесаний із найдорожчого та найміцнішого каменю який важко піддається обробці і відповідно протягом багатьох десятиліть він не зазнав жодних пошкоджень. Той давній надмогильний камінь-сирець природного походження видобутий з глибоких земних надр просто взяли та й відшліфували за новітніми технологіями, облагородили і з буденної сірувато-чорної тесаної глиби його перетворили на красиву довершену пам’ятну стелу надавши блиску і виразного чорного кольору, а після цього повернули назад на своє місце. Так на давньому цвинтарі з’явився оновлений чорний пам’ятник.
Востаннє випало сюди навідатися десь так мабуть більше 15 років тому, приблизно в період з 2005 до 2007 року. Зазвичай, коли у погожу та теплу весняно-літню днину їздили на Печений Віл то мало чи не кожного разу навідували старе кладовище. Піднімаючись пішки на гору попутно збирали польові квіти, а якщо це були Великодні дні то брали з дому крашанку, щоб покласти ці дари на могилку і так пом’янути тамтешніх упокоєних людей. 
Комусь це може показатися вигадкою, але той давній одинокий цвинтар щоразу на диво привітно зустрічав своїх живих гостей — лагідно пригрівало ясне сонечко, легенько шелестіли зелені листочки, десь високо у лапатому вітті крислатих дерев з дзвінкими переливами щебетали місцеві птахи. Там всередині, за високою зеленою огорожею, завжди було на диво затишно і спокійно, відчувалося приємне умиротворення й стомлена земними турботами людська душа наповнювалася якоюсь незвичною, дивовижною, світлою радістю. Гостей ніжно огортала якась невидима і невагома пелена благодатного спокою, здавалося, що там навіть час уповільнював свій звичний перебіг. Він рухався якось зовсім інакше, так ніби завмирав і невідчутно змінював свій відлік — по відчуттях минула лише якась мить, а за годинником виявляється що вже давно промайнула година і живим відвідувачам прийшла пора залишити цвинтар й знову повертатися додому. Дивно. 
Кладовище — це таке загадкове місце де живе тиша і вічний спокі́й, місце куди завжди хочеться зайти і звідкіля не завжди хочеться йти. І воно не таке вже й вороже для нас живих як це чомусь прийнято вважати. Переступивши незриму межу побіля входу на цвинтар людина раптом потрапляє у якийсь зовсім інший невидимий і невідомий нам світ. Напевно вічно живі душі померлих людей завжди раді серед ясного білого дня зустріти у себе довгожданих живих гостей котрі не забувають за них, тільки вони нас бачать, а ми їх ні.
Той малесенький цвинтар на вершині горбка за селом надзвичайно рідко тішиться гостями бо на десятки кілометрів навкруги нього немає людського житла і хіба тільки дехто наважиться туди завітати — той, хто знає його билину. Те кладовище іменується чеським і започаткував його заможний чех поховавши там свого дорослого молодого сина. Це за його могилкою хтось дбайливо доглядав протягом багатьох десятиліть. Орієнтовно в середині 1960-их років один свекор розповів своїй невістці легенду про чеське кладовище яку та повідала своїм дітям і так та билина залишилась у пам’яті на довгі роки, а йдеться у ній про велике-превелике, щире і вірне кохання та його трагічний кінець.
Давним-давно, ще за Польщі, ті землі належали родині одного чеського осадника (переселенця). Той чех мав багато землі, тримав велике господарство, його родина старанно працювала і ще окрім того він наймав на сільськогосподарські роботи місцевих українців. Відповідно ця чеська сім’я по тодішніх мірках була багатою. Заможний чех, що був главою тієї родини, мав суворий і впертий норов. Він був вимогливий та непоступливий і в домі усе робилося тільки по його слову, всі домочадці змушені були беззаперечно йому підкорятися. Так і жили. До пори, до часу йому ніхто не насмілювався суперечити, але всьому колись та й приходить кінець, який далеко не завжди буває добрим. Якраз ця історія мала трагічний і неймовірно болючий кінець.
У того чеха був дорослий син і, треба ж такому трапитись, закохався той хлопець в бідну українську дівчину яка відповіла йому взаємністю. Велетенська вселенська любов заполонила палке юне серце. Хлопець захотів одружитися зі своєю коханою, але батько заборонив синові брати за дружину злиденну дівчину та ще й чужоземку. У старого чеха були свої види на синове майбутнє. Він хотів одружити свого спадкоємця на багатій дівчині уродженці їхнього чеського племені. Батько вбачав у рідному синові свого повноправного продовжувача їхнього поважного і заможного чеського роду. Якби ж то він мав змогу завчасно передбачити майбутнє то може не був би таким категоричним. А так сталося те, що напевно неминуче мало статися, бо це велике, світле і чисте почуття чомусь ніколи не може довго жити на цій грішній Землі. Чомусь так споконвіку ведеться, що велике, вірне і щире взаємне кохання приречене на погибель. Може так трапляється через те, що воно неземне? Отримавши від Бога у подарунок незрадливу любов, по-справжньому закохані люди змінюються і намагаючись назавжди зберегти цей безцінний Божий дар з яким не вміють жити вони поспішають відійти туди де вічно живе вірна любов. У таких випадках здебільшого у вічність відходить той хто добріший і дійсно закоханий, або обоє, якщо їхнє кохання взаємне і однаково сильне. Так інколи трапляється і з цим анічогісінько не вдієш. Якраз така доля спіткала молодого закоханого чеха.
Хоча в давнину діти не наважувалися суперечити батькам і навіть бувши вже далеко в літах завжди чітко виконували батьківські вказівки, проте глибоко закоханий хлопець не дотримався традиції, він збунтувався і не підкорився своїм батькам. Юнак аж ніяк не міг зрадити своє палке кохання і тому не зумів змиритися з батьківським рішенням, він не прийняв його і категорично відмовився виконувати осоружні для себе вимоги. Тоді в селі панував такий суспільний устрій коли навіть дорослі діти не сміли суперечити батькам і на власний розсуд влаштовувати свою особисту долю. Особливо, якщо це стосувалося збереження і примноження багатства заможних сімей котрі шанували свої традиції і ревно оберігали їх.
Яка доля спіткала бідну дівчину ніхто не пам’ятає, а от хлопець зректися своєї любові не зміг. Щоб покласти край своїм душевним стражданням і не зрадити кохання без якого не уявляв подальшого життя засмучений чеський хлопець взяв рушницю і власноруч вкоротив собі віку. Так через безмежну любов в одну мить обірвалося його молоде життя. Звісно, у цій наглій смерті винувата зовсім не любов, а побутовий устрій людського життя-буття, їхні упередження і жага до збільшення свого багатства. Там де гроші набувають ваги почуття зникають, а якщо наперекір всьому кохання залишається то відходить в небуття чиєсь життя. Згорьований батько виділив зі свого великого маєтку латку землі на високому горбку і там похоронили його сина. Так заснувалося чеське кладовище.
Під час “волинської різні” чеські переселенці вимушено повернулися назад у рідну країну і маленьке чеське кладовище розташоване за селом Черешнівка осиротіло й залишилося одиноко лежати на вершині високого пагорба. 
Ось таким самотнім серед безкрайнього степу у чистому полі простояв той чеський цвинтар чимало десятків літ. Невідомо чи існує те кладовище ще й дотепер, чи може вже й ні. Невідомо хто протягом довгих десятиліть доглядав рідну для когось могилку. Проте прадавнє сказання про кохання збереглось у нетривкій людській пам’яті дуже-дуже надовго. Напевно тому, що це сказання про кохання, а розповіді про любов мають здатність з плином часу перетворюватися на казки. Це велике неземне кохання чеського юнака до бідної дівчини було щось на кшталт того, як у своєму вірші написав В. Сосюра: “Так ніхто не кохав. Через тисячі літ лиш приходить подібне кохання. В день такий розцвітає весна і земля убирається зрання”. Від любові у кожному серці настає весна, а далі кожному своє — хтось для своєї коханої готовий зірвати Оріон золотий, а інший ладен віддати життя за кохання. Ну, звісно, не всі кохання у селі закінчувалися аж настільки трагічно, бувало й інакше.

###### Державні перевороти та «волинська різанина»
Згодом один за одним почалися державні перевороти які супроводжувалися різними смутами, заколотами з кривавими сутичками, неочікуваними збройними нападами, поспішними втечами, жахливими й важкими лихоліттями. В результаті різних буремних подій село Черешні́вка періодично потрапляло то під панування Польщі, то під владу Росії. Нагрянула перша світова війна яка принесла, й без того бідному українському народу, лютий голод, розруху, злидні. На терени України зайшли перші “совєти” (росіяни) і Польщі довелося звільнити українську територію. Потім Україну роділили на три частини які відповідно відійшли до Росії, Польщі та Австро-Угорщини. Завдяки цьому перерозподілу державних границь польська влада знову повернулася в наш край та пробула вона тут зовсім недовго.
Скоро нагрянула друга світова війна і село Черешні́вку окупували німці. 1944 року село зайняли другі “совєти” тобто радянська влада і цього разу Росія зачепилася на нашій землі мало не на півстоліття. У період між пришестям перших і других “совєтів” в селі орудували підпільно керовані російськими диверсантами-засланцями банди і вкупі з місцевими запроданцями якоїсь ночі бандити напали на поселення німецьких, чеських, польських осадників (переселенців), вчинивши криваву різню вони винищували мирне населення. Це була так звана в історії “волинська різня”. Проте хтось із місцевих людей завчасно таємно попередив сім’ї осадників про можливий нічний напад порадивши їм рятуватися втечею, тому в селі кривавої розправи не трапилося. Але переселенці неодмінно змушені були швидко тікати з насиджених місць бо кривава розправа над ними була неминучою і це могло трапитись будь якої ночі. Хто зміг — той втік. У відповідь на цю бійню поляки вчинили те ж саме з українцями на своїй території. Так завдяки чужинському лихому підступу і брехні було спровоковано міжнародну ворожнечу, в результаті у цій напасті звинуватили місцеве населення яке й само тяжко потерпало від свавілля закинутих туди злочинців. Звісно, підлість і зраду офіційна історія завбачливо замовчує, бо вона завжди пишеться під чиєсь замовлення, а от народний поголос пошепки переповідає дещо геть інше про істинний перебіг тих самих подій. І так ведеться споконвіку: історія пише одне, а люди говорять зовсім інше. Важко визначити де правда, а де брехня, але із села поспіхом повтікали геть усі осадники (іноземні переселенці) — і поляки, і німці, і чехи. Живі переселенці вимушено покинули обжиті й насиджені місця на яких колись осіли їхні предки і повернулися в край своїх пращурів, а от покійні навіки зосталися у тій стороні де схоронили їхнє тлінне тіло і поверх насипали малесенький горбик землі. Не надто довго протрималися на ґрунті покинуті обійстя осадників, всі землі перейшли в розпорядження держави. 
Напевно, тут обов’язково варто згадати про двох молодих людей які в той страшний час жили в селі Черешнівка. Ще в мирний час закохалися одне в другого хлопець родом із польських осадників і українська дівчина-красуня. Мала вона довгі чорняві коси, кругле личко було таке біле мовби перкалеве, над виразними карими очима тоненькими підківками здіймалися чорні брови і приязно усміхалися малинові вуста. Вона була така гарна як писанка, вродою дівчина вдалася найкраща чи не на всеньке село і до роботи була беручка. Ну, і свій український гонор в дівки теж був. Проте її патріотична вдача не завадила їй усім серцем покохати молодого поляка. Кохання те було щирим і взаємним. Стосунки їхні були ще на стадії залицяння як неждано-негадано нагрянула страшна біда — у селі почалася різня. Темної ночі нажахані жорстокою розправою поляки кинулися тікати з села, а хлопець, повсякчас ризикуючи нарватися на бандитів, швидко поспішав до своєї коханої і став її вмовляти втікати разом із ним в Польщу. Дівчина категорично відмовилася. Хлопець залишив дівчину і пішов у біженці разом зі своєю родиною. Пройшов якийсь час, пристрасті вляглися і хлопець знову покликав кохану дівчину до себе в Польську державу, але вона заявила, що якщо він її так сильно любить то хай переїжджає жити до неї в село Черешнівка, бо вона Україну не залишить. І це в той буремний час коли в селі все ще орудували банди. Звісно, хлопець не поїхав туди де його можуть вбити. Кохання коханням, а життя дорожче понад усе вирішив він і залишився в Польщі. Можна було б подумати, що затята дівка зовсім не любила його, але все було зовсім інакше. Вона так сильно покохала поляка, що для неї це була одна-єдина любов на всеньке життя. Неймовірно, але ця дівчина так ніколи й не вийшла заміж, не народила дітей і не мала сім’ї. Свій вік вона прожила разом із сестрою, якій просто не посміхнулося щастя з кимось одружитися. Коли десь заходила щира розмова про любов то вона згадувала про свого поляка і про щире та палке кохання до нього, проте в її серці любов до рідної землі виявилася іще набагато більшою та сильнішою. Дівчина не змогла залишити свою Черешні́вку навіть заради коханого поляка. Яка інколи дивна, непередбачувана і незбагненна трапляється любов. Це почуття не піддається жодному аналізу і його взагалі неможливо осягнути людським розумом.
12 червня 2020 року, відповідно до розпорядження Кабінету Міністрів України № 722-р від «Про визначення адміністративних центрів та затвердження територій територіальних громад Рівненської області», увійшло до складу Привільненської сільської громади.
19 липня 2020 року, в результаті адміністративно-територіальної реформи та ліквідації  Дубенського (1939—2020) району, село увійшло до складу новоутвореного Дубенського району.